# Prima Repubblica (Spagna)
Con la locuzione Prima Repubblica, detta anche la Gloriosa, si intende il periodo del regime politico democratico instaurato nel Paese iberico dall'11 febbraio 1873 (data di proclamazione della Repubblica e dell'esilio del re Amedeo di Savoia), al 29 dicembre 1874 (data della restaurazione della monarchia, con la proclamazione del re Alfonso XII).
Durante questo periodo coesistettero nello stesso frangente tre conflitti (la guerra dei dieci anni cubana del 1868-1878, la terza guerra carlista del 1872-1876 e la rivolta cantonale del 1873-1874) e una situazione di grave instabilità interna. Per questo motivo, oltre a rivelarsi breve, la prima repubblica spagnola fu costellata da un susseguirsi di vari personaggi politici all'esecutivo. Nei suoi primi undici mesi vi furono infatti quattro presidenti, tutti del Partito Repubblicano Federale, fino a quando il colpo di Stato del generale Manuel Pavía del 3 gennaio 1874 pose fine alla repubblica federale proclamata nell'anno precedente. Da quel momento, si instaurò una repubblica unitaria guidata dal generale e dittatore Francisco Serrano, principale esponente del Partito Costituzionale di stampo conservatore. Questa situazione fu interrotta nel dicembre del 1874, quando in Spagna tornò la monarchia.
La Prima Repubblica rientra nel periodo storico spagnolo del Sessennio democratico, caratterizzato in ordine cronologico dalla rivoluzione del 1868, dal regno di Amedeo I di Savoia, dalla parentesi repubblicana e infine dal pronunciamiento di Martínez Campos a Sagunto.

## Proclamazione della Prima Repubblica
All'inizio del 1873 la Spagna stava vivendo una fase di fortissima difficoltà per svariati motivi. Lo Stato iberico era infatti afflitto dalla guerra dei dieci anni di Cuba dal 1868, dallo scoppio della terza guerra carlista nel 1872, dalle divisioni tra i sostenitori interni del re Amedeo I, dall'opposizione dei monarchici "alfonsini" favorevoli alla restaurazione dei Borboni nella persona di Alfonso, figlio di Isabella II, e dallo scoppio di varie insurrezioni filo-repubblicane. Come se non bastasse, il monarca godeva di uno scarsissimo sostegno popolare. Al contempo si verificò una crisi di governo causata dalla nomina al ruolo di capitano generale di Baltasar Hidalgo de Quintana, che gli ufficiali di artiglieria non vedevano dal 22 giugno 1866 e di cui tutti chiedevano il suo congedo irrevocabile o il pensionamento. Il governo optò per lo scioglimento del corpo d'artiglieria, ottenendo il 7 febbraio 191 voti in parlamento, gli stessi che avevano eletto don Amadeo, che non usò la prerogativa regia a favore degli artiglieri e firmò il decreto di scioglimento del corpo d'artiglieria. Questo evento ebbe luogo il 9 febbraio, mentre l'11 il re decise di abdicare.

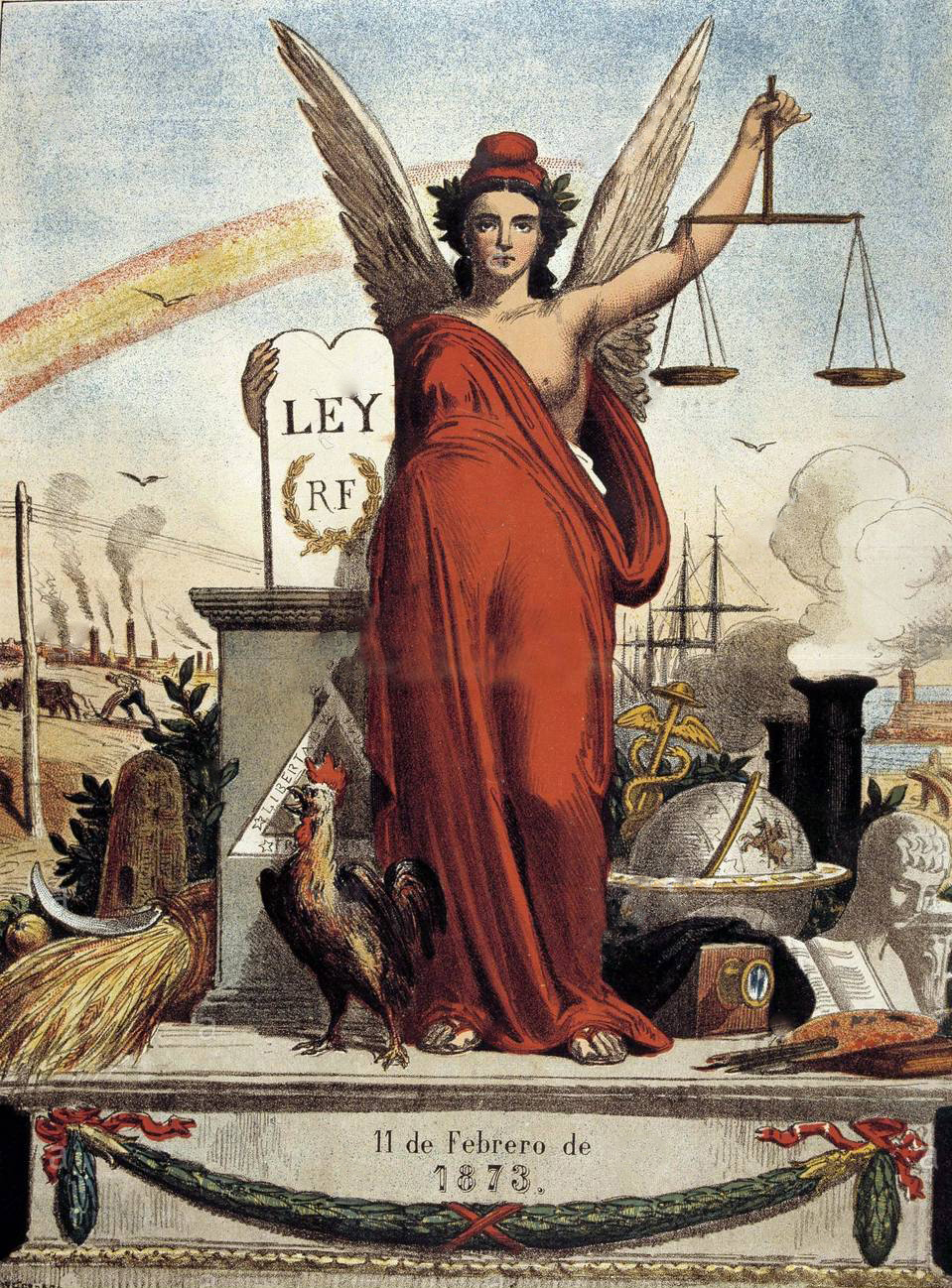
Allegoria de La Niña Bonita sulla Prima Repubblica Spagnola pubblicata su La Flaca, una rivista umoristica e liberale del XIX secolo

Nella stessa giornata, il quotidiano La Correspondencia de España diede per primo la notizia della rinuncia del re e, subito dopo, vari gruppi di persone a Madrid si riversarono nelle strade chiedendo la proclamazione della repubblica. Ciò spinse il governo del Partito Radicale di Ruiz Zorrilla a riunirsi. Al suo interno le opinioni erano divise; il presidente e i ministri del Partito Progressista volevano costituire un esecutivo provvisorio e organizzare una consultazione popolare per decidere la forma di governo di adottare, una scelta peraltro appoggiata anche dal Partito Costituzionale del generale Francisco Serrano, perché in tal modo non avrebbe avuto luogo l'immediata proclamazione di una repubblica. Al contrario, i ministri di estrazione democratica, capeggiati da Cristino Martos e sostenuti dal presidente del Congresso dei Deputati, Nicolás María Rivero, propendevano per una seduta comune del Congresso e del Senato, i quali avrebbero dovuto decidere quale forma di governo fosse ritenuta più valida. Si trattava di un'ipotesi che poggiava su solide basi, considerando che la maggioranza composta in entrambe le camere da repubblicani federali e dai radicali di origine democratica era a favore della repubblica.

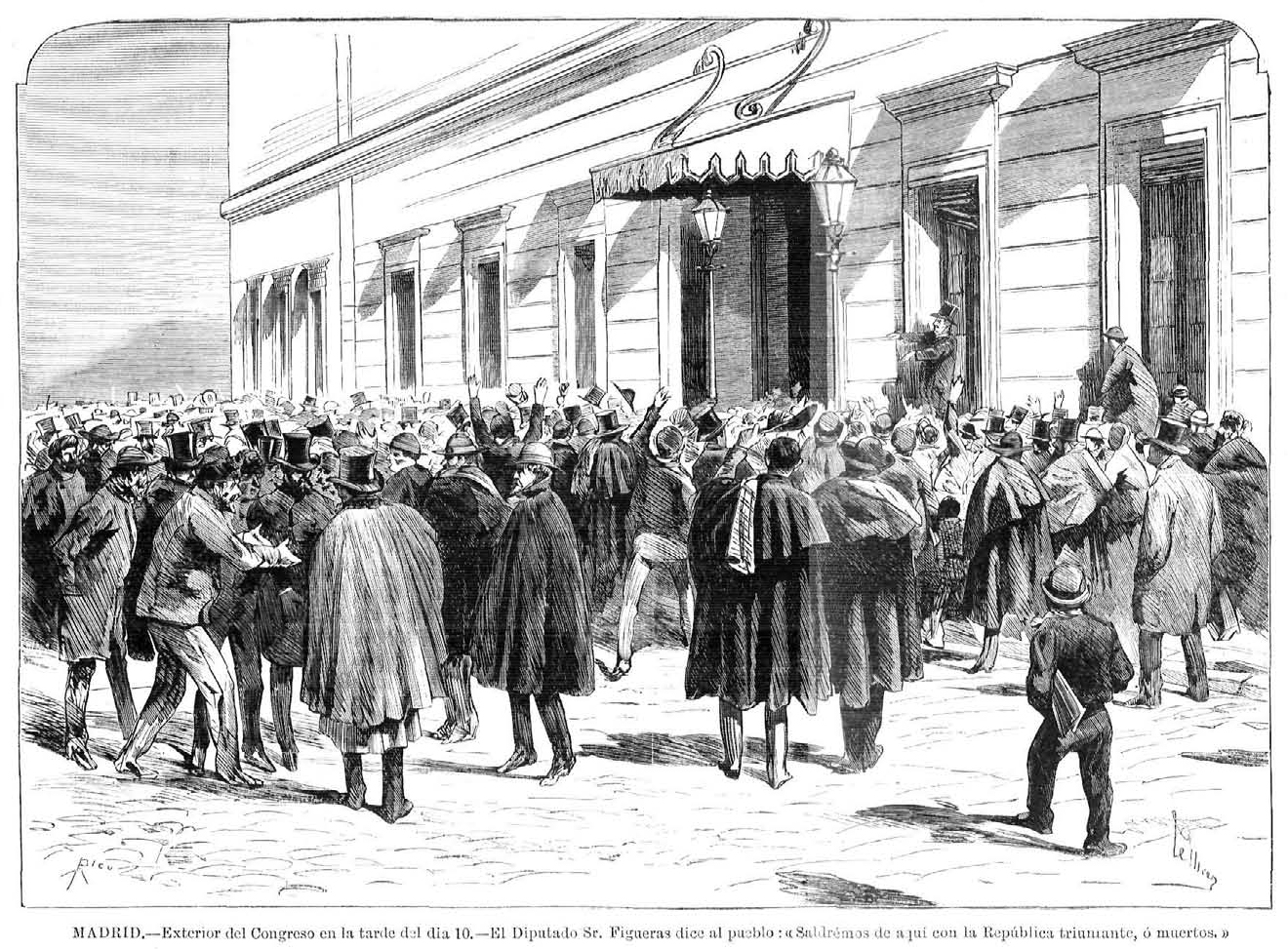
La folla radunatasi davanti al Palazzo delle Corti mentre all'interno dell'edificio si svolgeva la proclamazione della Repubblica

Fu questa seconda scelta a prevalere. Il presidente Ruiz Zorrilla si recò al Congresso dei Deputati per chiedere ai parlamentari del suo stesso partito, in maggioranza assoluta alla Camera, di approvare la sospensione delle sessioni per almeno ventiquattro ore, in maniera tale da temporeggiare e placare gli animi infuocati dalle discussioni in corso. Allo stesso modo, chiese che non fosse presa alcuna decisione fino a quando la lettera di dimissioni dalla Corona di re Amedeo I non fosse giunta alle Corti. In una situazione siffatta, benché stesse faticosamente cercando di dilatare le procedure, Ruiz Zorrilla fu scavalcato dal suo stesso ministro dello Stato, Cristino Martos, il quale dichiarò alla Camera che, non appena fossero state comunicate le dimissioni formali del re, il potere sarebbe traslato in capo alle Corti. Martos disse espressamente: «Qui non ci sarà nessuna dinastia o monarchia che potrà insediarsi, qui non ci sarà nessun'altra strada percorribile se non quella della Repubblica». A quel punto fu approvata la mozione del repubblicano Estanislao Figueras affinché le Corti si dichiarassero in seduta permanente, nonostante il tentativo di Ruiz Zorrilla di scoraggiare i radicali dal sostenerla. Nel frattempo l'edificio del Congresso dei Deputati era stato circondato da una folla che chiedeva la proclamazione della Repubblica, sebbene la milizia nazionale fosse riuscita a disperderla.
Il giorno successivo, martedì 12 febbraio, i capi distrettuali repubblicani minacciarono il Congresso dei Deputati che, se non avesse proclamato la Repubblica prima delle tre del pomeriggio, avrebbero dato luogo a un'insurrezione. I repubblicani di Barcellona inviarono un telegramma ai loro deputati a Madrid che poneva le stesse condizioni. Per questo motivo, i ministri democratici guidati da Martos, insieme ai presidenti del Congresso e del Senato, Nicolás María Rivero e Laureano Figuerola, decisero che entrambe le Camere si sarebbero riunite in seduta comune, annunciando come prima cosa le dimissioni di Amedeo I. In assenza del presidente del governo, Ruiz Zorrilla, il ministro Martos annunciò che il governo avrebbe ceduto i suoi poteri alle Corti, le quali avrebbero assunto tutti i poteri dello Stato. Subito dopo, diversi deputati repubblicani e radicali presentarono una mozione affinché le due camere, riunitesi nell'Assemblea nazionale, approvassero la repubblica come forma di governo ed eleggessero un esecutivo responsabile nei suoi confronti. La mozione recitava così:
Manuel Ruiz Zorrilla, fino ad allora capo di gabinetto, intervenne replicando:
Successivamente il repubblicano Emilio Castelar raggiunse i banchi della Presidenza e pronunciò il seguente discorso, a cui fece seguito un fragoroso applauso:

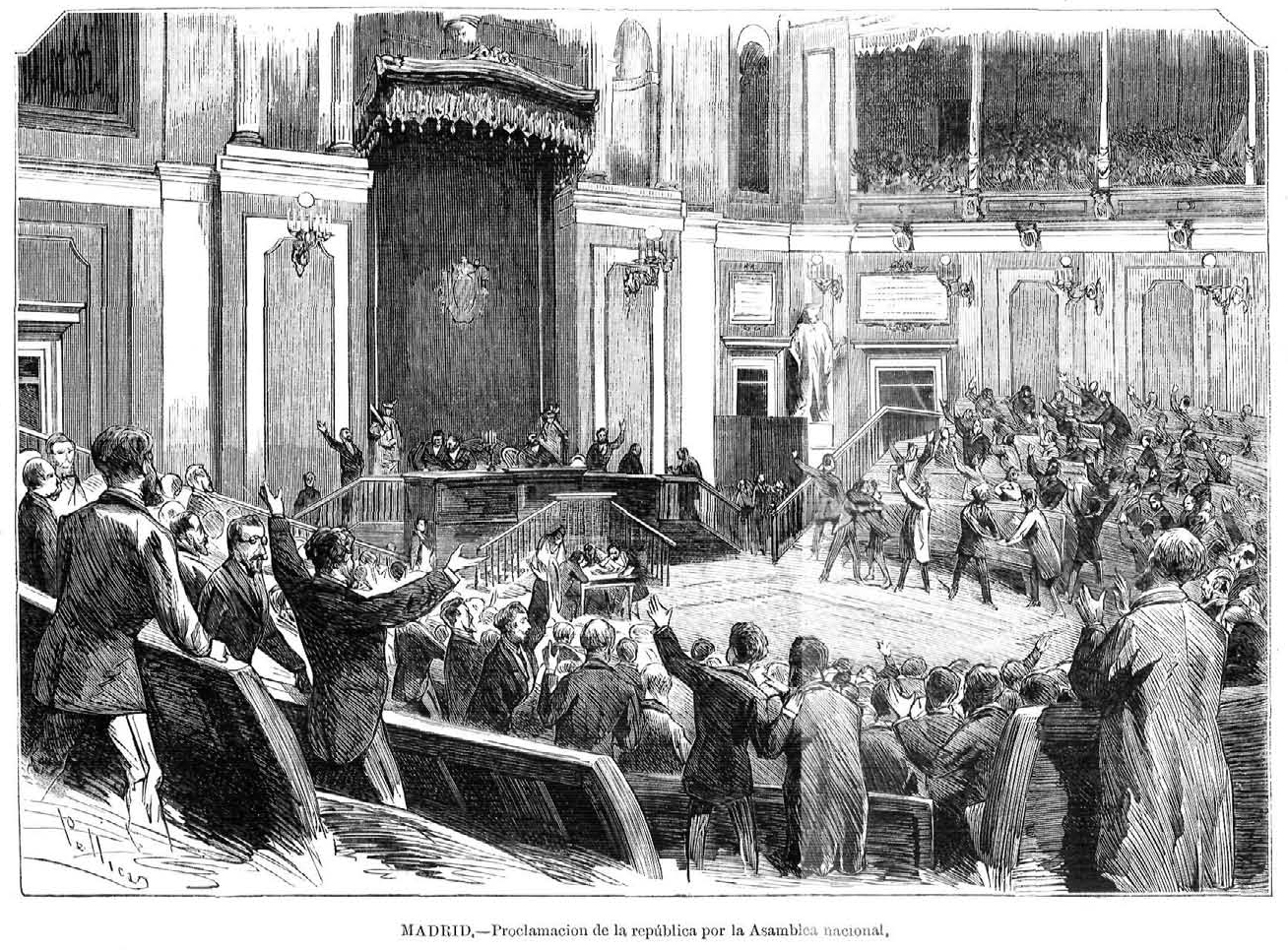
La proclamazione della Repubblica da parte dell'Assemblea nazionale, incisione del 16 febbraio 1873 pubblicata sulla rivista madrilena La Ilustración Española y Americana

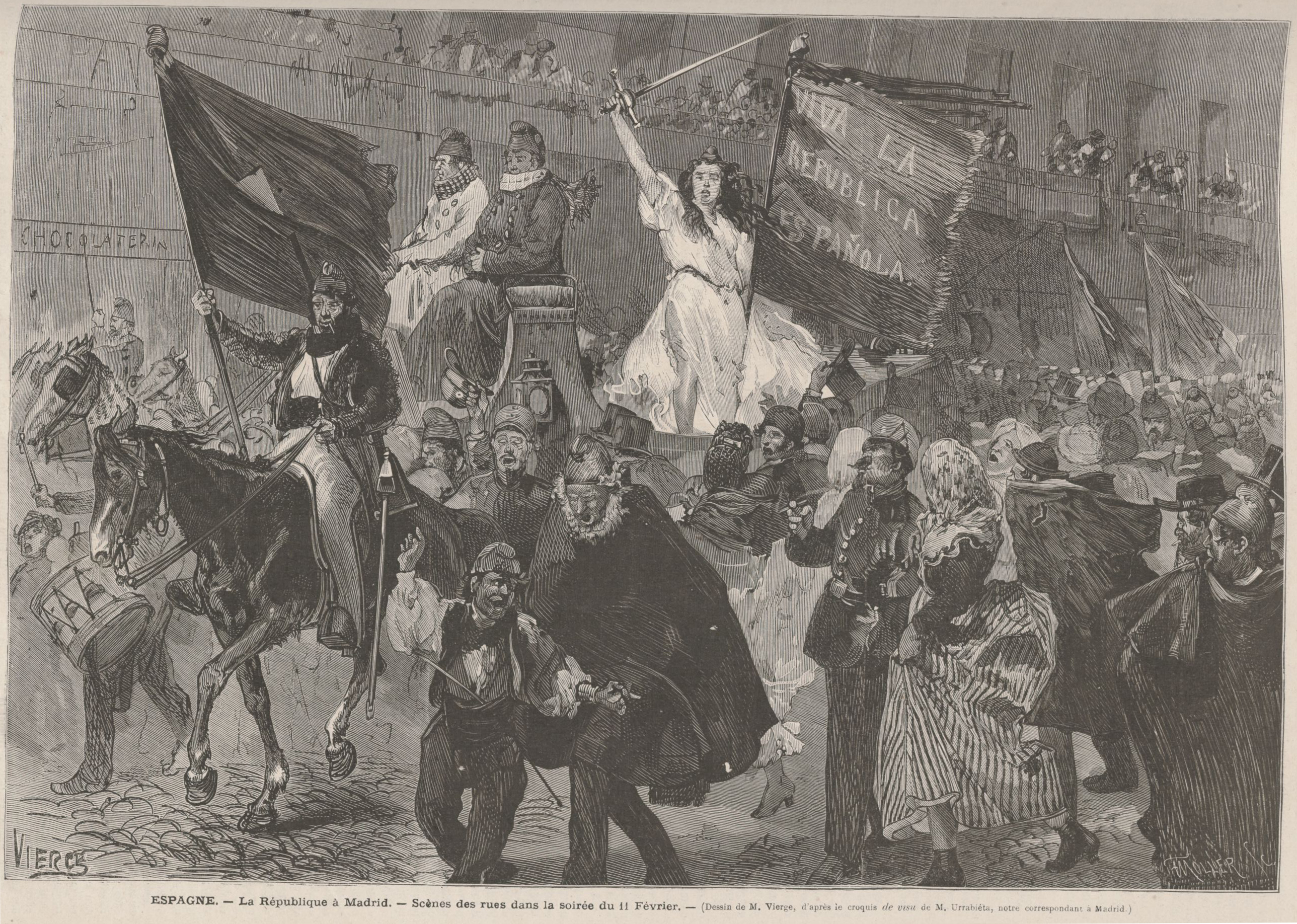
Proclamazione della Repubblica per le strade di Madrid la notte dell'11 febbraio, illustrazione di Daniel Urrabieta Vierge in Le Monde Illustré

Alle tre del pomeriggio dell'11 febbraio 1873, il Congresso e il Senato, entrambi riuniti presso l'Assemblea Nazionale, proclamarono la Repubblica con 258 voti a favore e 32 contrari:
Dopo una pausa di tre ore, le Camere si riunirono di nuovo per nominare il repubblicano federale Estanislao Figueras presidente dell'esecutivo. Quest'ultimo avrebbe dovuto guidare un governo concordato tra radicali e repubblicani federali e composto da tre repubblicani (Emilio Castelar allo Stato, Francesc Pi i Margall agli Affari Interni e Nicolás Salmerón al dicastero della Grazia e della Giustizia) e cinque radicali (José Echegaray al Tesoro, Manuel Becerra y Bermúdez allo Sviluppo, Francisco Salmerón agli Affari Esteri, il generale Fernando Fernández de Córdoba alla Guerra e l'ammiraglio José María Beránger alla Marina). Cristino Martos venne eletto presidente dell'autoproclamata Assemblea nazionale, che rappresentava «il vero centro di potere in una situazione eccezionale», con 222 voti, rispetto ai 20 che Nicolás María Rivero aveva ottenuto.
Il 16 febbraio il quotidiano repubblicano di Barcellona La Campana de Gracia pubblicò il seguente articolo in lingua catalana:
Republicans espanyols! En aquestos moments solemnes dels quals depen la vida de les nacions, es quan se coneixen als homes y es quan se coneixen als pobles.

[...]

Repubblicani spagnoli! È in questi momenti solenni, da cui dipende la vita delle nazioni, che si conoscono gli uomini e si conoscono i popoli.

Sosteniamo moralmente gli uomini che abbiamo applaudito, che abbiamo reso oggetto del nostro entusiasmo; mettiamoci al loro servizio, sotto la bandiera dei nostri principi immacolati e retti, e abbattiamo ogni ostacolo che si presenta, per erigere definitivamente in Spagna il tempio del diritto, della giustizia, della moralità e dell'onore, che è quello della Repubblica democratica federale!»
Estanislao Figueras ricoprì la carica di "Presidente del potere esecutivo" (capo di Stato e di governo), ma non quella di "Presidente della Repubblica", poiché la nuova Costituzione repubblicana non fu mai approvata. Nel suo discorso di insediamento, Figueras affermò che la creazione della Repubblica appariva «come l'iride della pace e dell'armonia di tutti gli spagnoli di buona volontà».

### Governo di Estanislao Figueras
Il primo governo repubblicano dovette affrontare una situazione economica, sociale e politica molto difficile: un disavanzo di bilancio di 546 milioni di peseta, 153 milioni di debiti a pagamento immediato e solo 32 milioni per coprirli; il Corpo di Artiglieria era stato sciolto al culmine della terza guerra carlista e della guerra contro i combattenti cubani per l'indipendenza, per le quali non c'erano abbastanza soldati, armi o denaro; una grave crisi economica, in coincidenza con la grande depressione scoppiata nel 1873 e aggravata dall'instabilità politica, che stava causando un aumento della disoccupazione tra i lavoratori a giornata e gli operai, a cui rispondevano le organizzazioni del proletariato con scioperi, marce, manifestazioni di protesta e l'occupazione di terreni abbandonati.

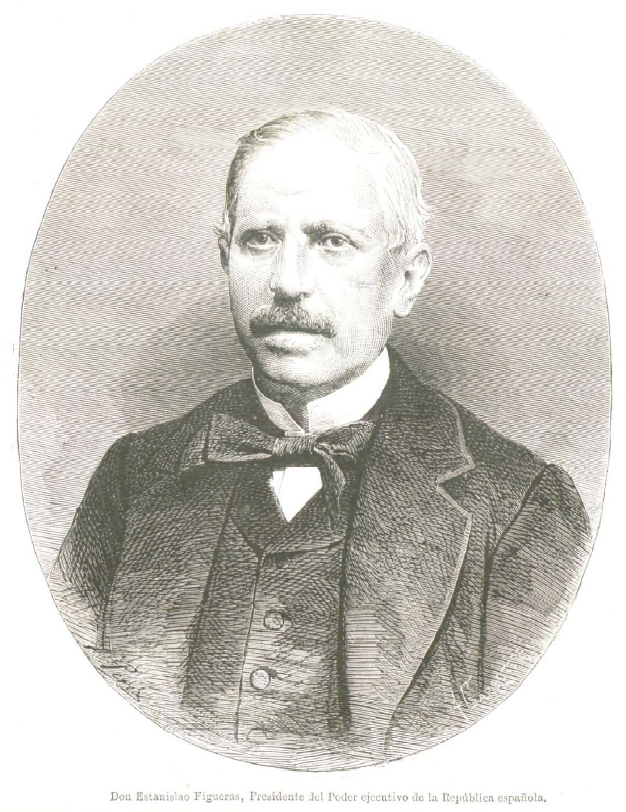
Ritratto di Estanislao Figueras, primo presidente della Prima Repubblica

Ad ogni modo, il problema più urgente di cui doveva occuparsi il nuovo esecutivo riguardava il bisogno di sedare i disordini causati da una frangia dei repubblicani federali. Questi avevano inteso la proclamazione della Repubblica alla stregua di una nuova rivoluzione e avevano assunto il potere con la forza in molti luoghi, dove avevano istituito dei "comitati rivoluzionari" che non riconoscevano il governo di Figueras, in quanto ritenuto un gabinetto di coalizione capeggiato da vecchi monarchici; inoltre, i «repubblicani di Madrid» venivano ritenuti dei personaggi troppo morbidi.
In molti insediamenti dell'Andalusia la Repubblica era così strettamente associata alla distribuzione delle terre che i contadini pretendevano che i consigli comunali parcellizzassero immediatamente le fattorie più importanti della località, alcune delle quali avevano fatto parte del patrimonio comunale prima della desamortización. Quasi ovunque la Repubblica si identificava anche con l'abolizione delle odiate quintas, cioè la selezione casuale degli abitanti che dovevano prestare servizio militare, una promessa che la rivoluzione del 1868 non aveva mantenuto, come ricordava una copla cantata a Cartagena:
Si professa repubblicana.»

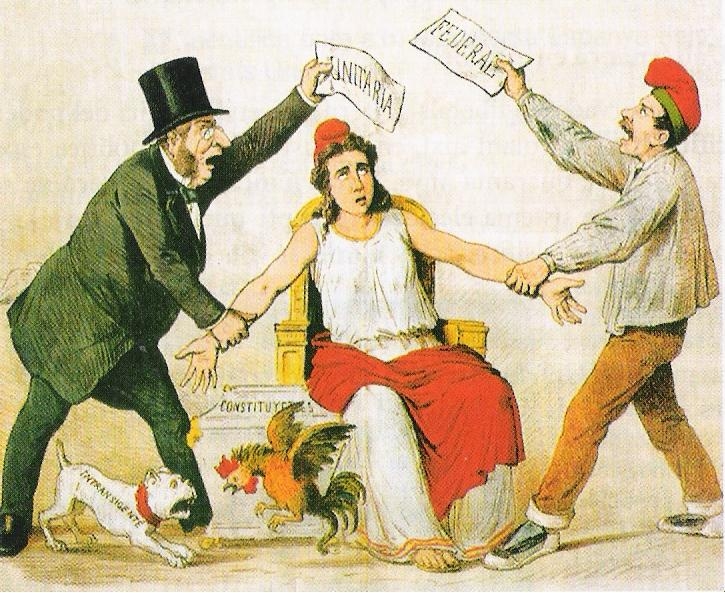
Vignetta tratta dalla rivista satirica La Flaca del 3 marzo 1873 che mostra un acceso scambio di battute tra i radicali, favorevoli ad una repubblica unitaria, e i repubblicani federali, i quali difendevano una versione federale dell'assetto statale. Questa lotta si inseriva nel solco della lotta tra federalisti "transingenti" e "intransigenti"

Il deputato radicale José Echegaray rimproverò aspramente i principali esponenti repubblicani, ritenendo che i loro seguaci intendessero erroneamente il federalismo come «una lotta dei poveri contro i ricchi o dei cittadini vessati dalle tasse contro lo Stato». Era previsto che per ristabilire l'ordine intervenisse il ministro dell'Interno, Francesc Pi i Margall, paradossalmente il principale difensore del federalismo dal basso che i consigli stavano mettendo in atto. Pi ottenne lo scioglimento dei consigli e la reintegrazione dei comuni sospesi con la forza, «come prova evidente del suo impegno a rispettare la legge anche contro la volontà dei suoi stessi sostenitori». Tuttavia mantenne attivo il corpo armato dei Volontari della Repubblica, un gruppo in netta opposizione alle Forze di sicurezza e ai Volontari della Libertà, cioè la milizia monarchica istituita dal re Amedeo I. Nelle Corti, il deputato conservatore Romero Ortiz chiese quali sezioni della Costituzione fossero in vigore, domanda a cui il presidente Figueras rispose che sopravviveva soltanto il titolo I, il quale riconosceva i diritti della persona.
Il governo di Figueras firmò solennemente la cessazione del servizio militare obbligatorio e istituì il servizio volontario. Ogni soldato avrebbe guadagnato una peseta al giorno e un chusco. Da parte loro, i membri della milizia dei Volontari della Repubblica ricevevano uno stipendio di 50 pesetas al momento dell'arruolamento, più due pesetas e un chusco al giorno.

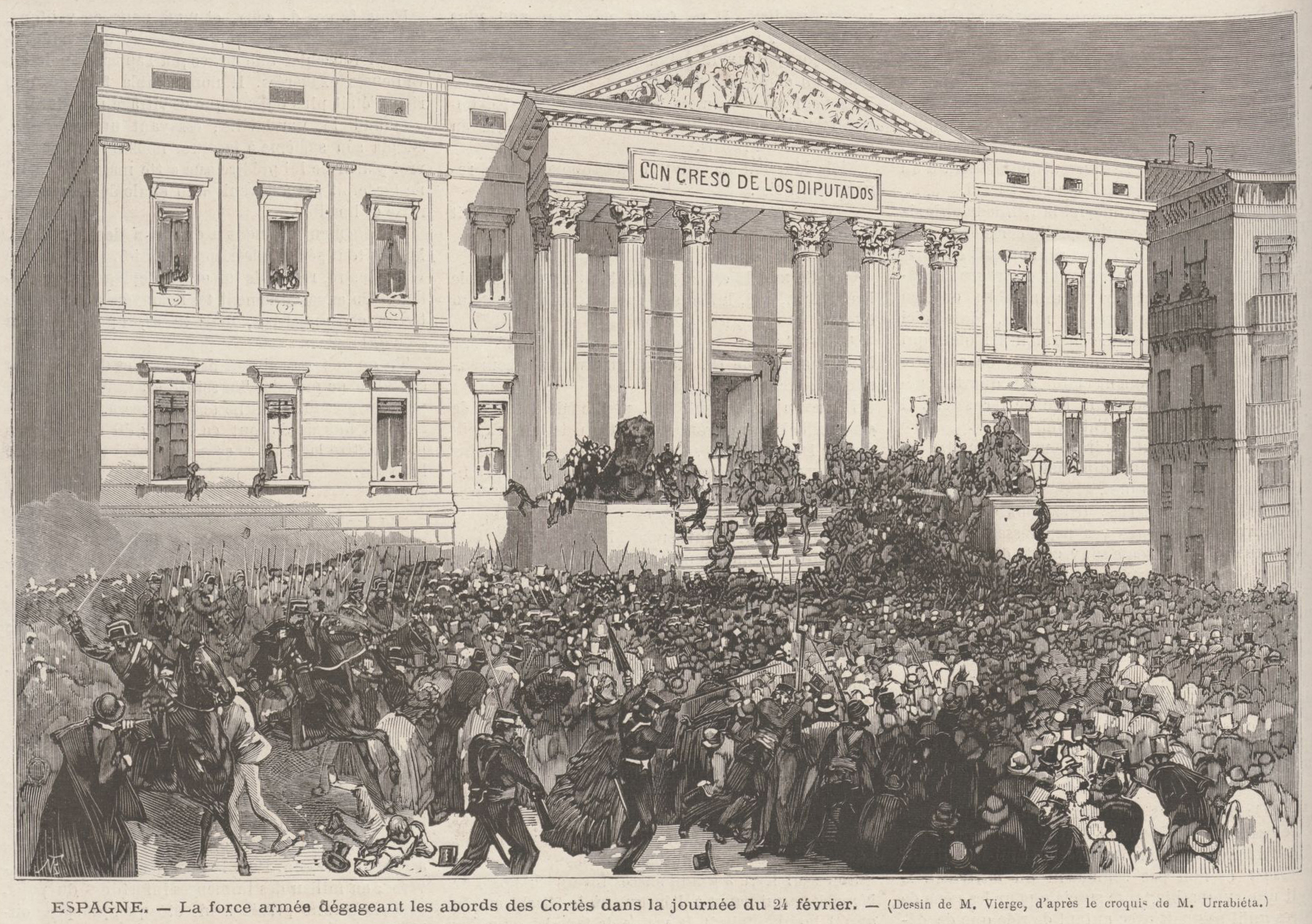
L'incontro del 24 febbraio al Congresso dei Deputati in una vignetta di Le Monde Illustré

A soli tredici giorni dalla sua nascita, il nuovo governo fu bloccato dalle divergenze che persistevano tra i ministri radicali e quelli repubblicani, motivo per cui il presidente Figueras rassegnò le dimissioni alle Corti il 24 febbraio. Questa situazione venne sfruttata dal principale esponente dei radicali e presidente dell'Assemblea nazionale, Cristino Martos, per tentare un colpo di Stato che avrebbe allontanato i repubblicani federali dal governo e gli avrebbe permesso di formare un esecutivo esclusivamente composto da membri del proprio partito, evento che avrebbe consentito l'insediamento di una repubblica liberale conservatrice. Martos, d'accordo con il governatore civile di Madrid, ordinò alla Guardia Civil di occupare il Ministero dell'Interno e il Ministero delle Finanze e di circondare il Palazzo del Congresso dei Deputati, dove fu eletto dai suoi colleghi di partito come nuovo presidente dell'esecutivo. Tuttavia questa manovra non ebbe successo per via della pronta azione del ministro dell'Interno, Pi i Margall, che mobilitò la guarnigione di Madrid e dei Volontari della Repubblica e contrastò la prospettiva di un colpo di Stato. Fu così che si formò il secondo governo di Figueras, da cui emersero i ministri radicali, con Juan Tutau y Verges come ministro del Tesoro, Eduardo Chao allo Sviluppo, José Cristóbal Sorní all'Oltremare, e gli ufficiali militari Juan Acosta Muñoz e Jacobo Oreyro y Villavicencio, rispettivamente alla Guerra e alla Marina. Inoltre fu deciso di sciogliere l'Assemblea nazionale, dove i radicali godevano della maggioranza assoluta.

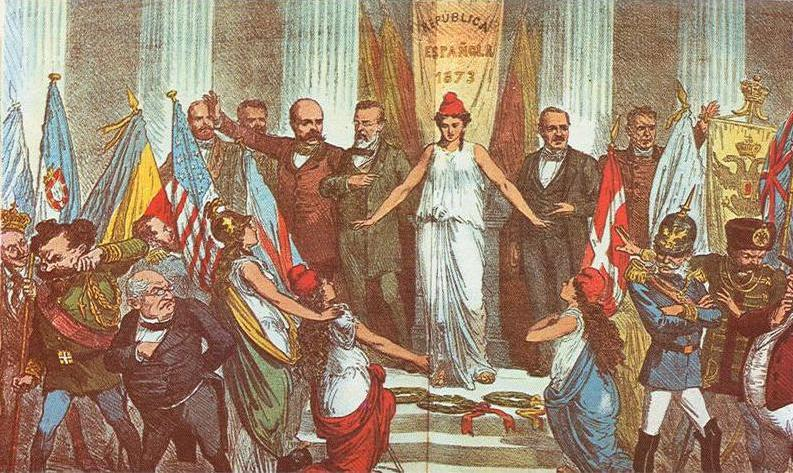
Caricatura tratta dalla rivista satirica La Flaca del 28 marzo 1873 che mostra il sostegno alla Repubblica spagnola da parte delle repubbliche (Svizzera, Stati Uniti e Francia) e il rifiuto di monarchie e imperi

L'8 marzo, mentre l'Assemblea nazionale stava per discutere la proposta di scioglierla, Cristino Martos tentò un nuovo colpo di Stato con lo stesso obiettivo di formare un governo esclusivamente radicale, questa volta presieduto dal suo collega di partito Nicolás María Rivero, godendo dell'appoggio del generale Serrano, guida del partito costituzionale monarchico. Tuttavia, all'ultimo momento, i deputati radicali seguaci di Rivero, temendo che la formazione di un governo radicale potesse provocare una rivolta dei repubblicani "intransigenti", non appoggiarono l'iniziativa di Martos e votarono a favore dello scioglimento dell'Assemblea. Martos rassegnò le dimissioni dalla carica di presidente dell'Assemblea due giorni più tardi. Tuttavia, nella Commissione Permanente costituitasi il 22 marzo, la quale avrebbe assunto le funzioni di vigilanza sul governo fino alla riunione delle nuove Corti Costituenti, i radicali mantennero la maggioranza assoluta. Permasero comunque delle divisioni tra i "Martistas", cioè i seguaci di Martos, che contavano otto rappresentanti, e i "Riveristas", che ne avevano quattro, contro cinque repubblicani federali, più due filo-monarchici che desideravano il ritorno di Alfonso, figlio di Isabella II di Spagna, e un membro del Partito Costituzionale.
Il 9 marzo, all'indomani del tentato colpo di Stato avvenuto a Madrid, il Consiglio provinciale di Barcellona, dominato dai repubblicani federali "intransigenti", provò a proclamare la nascita dello Stato catalano, come aveva già fatto il 12 febbraio. Allo stesso modo di quella prima occasione, solo i telegrammi che Pi i Margall mandò loro da Madrid li fecero desistere. Tre giorni dopo, il 12 marzo, il Presidente del Potere Esecutivo della Repubblica, Estanislao Figueras, arrivò a Barcellona e li dissuase definitivamente dal dare seguito a eventuali manovre successive.

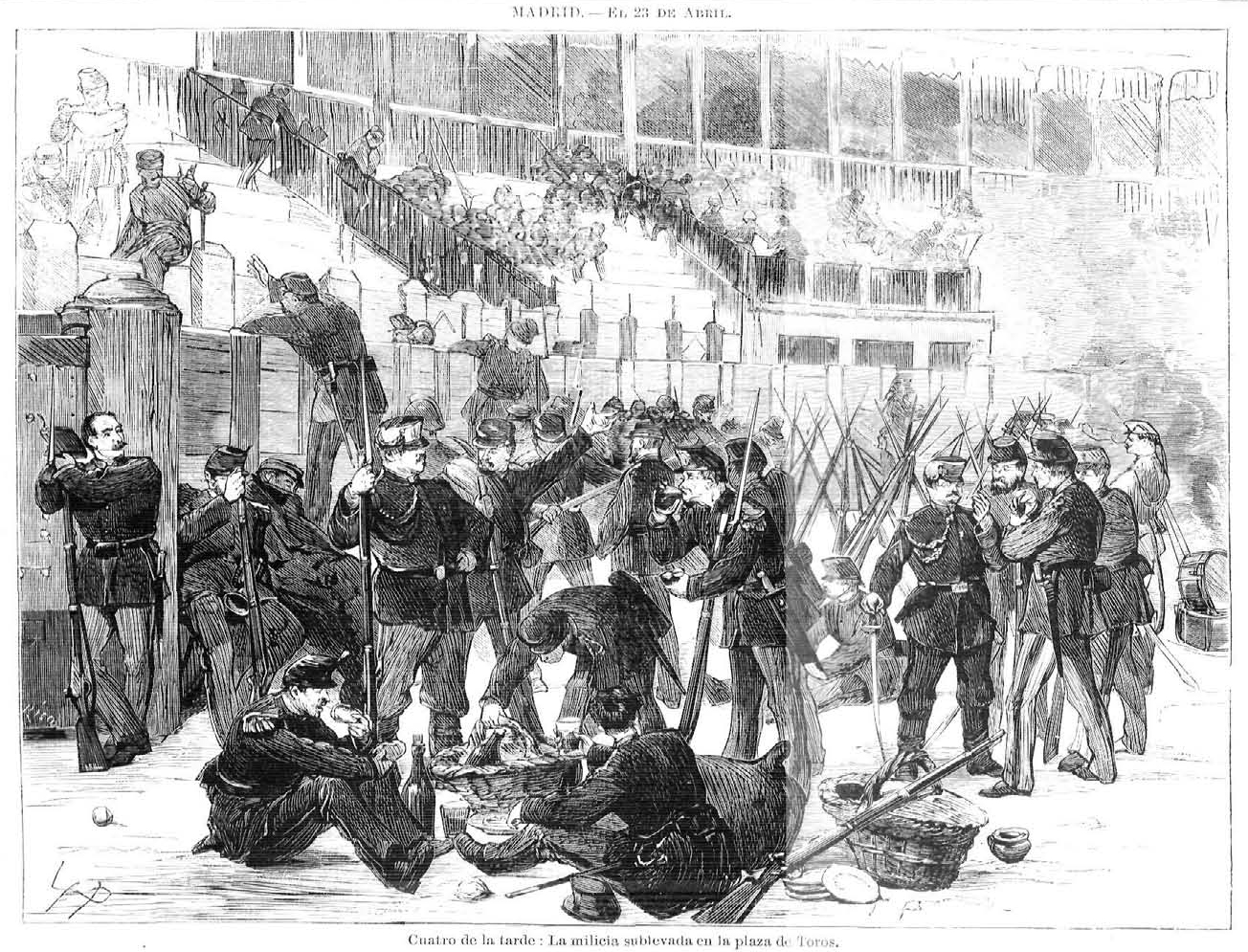
Truppe in rivolta nell'Arena di Madrid il 23 aprile 1873

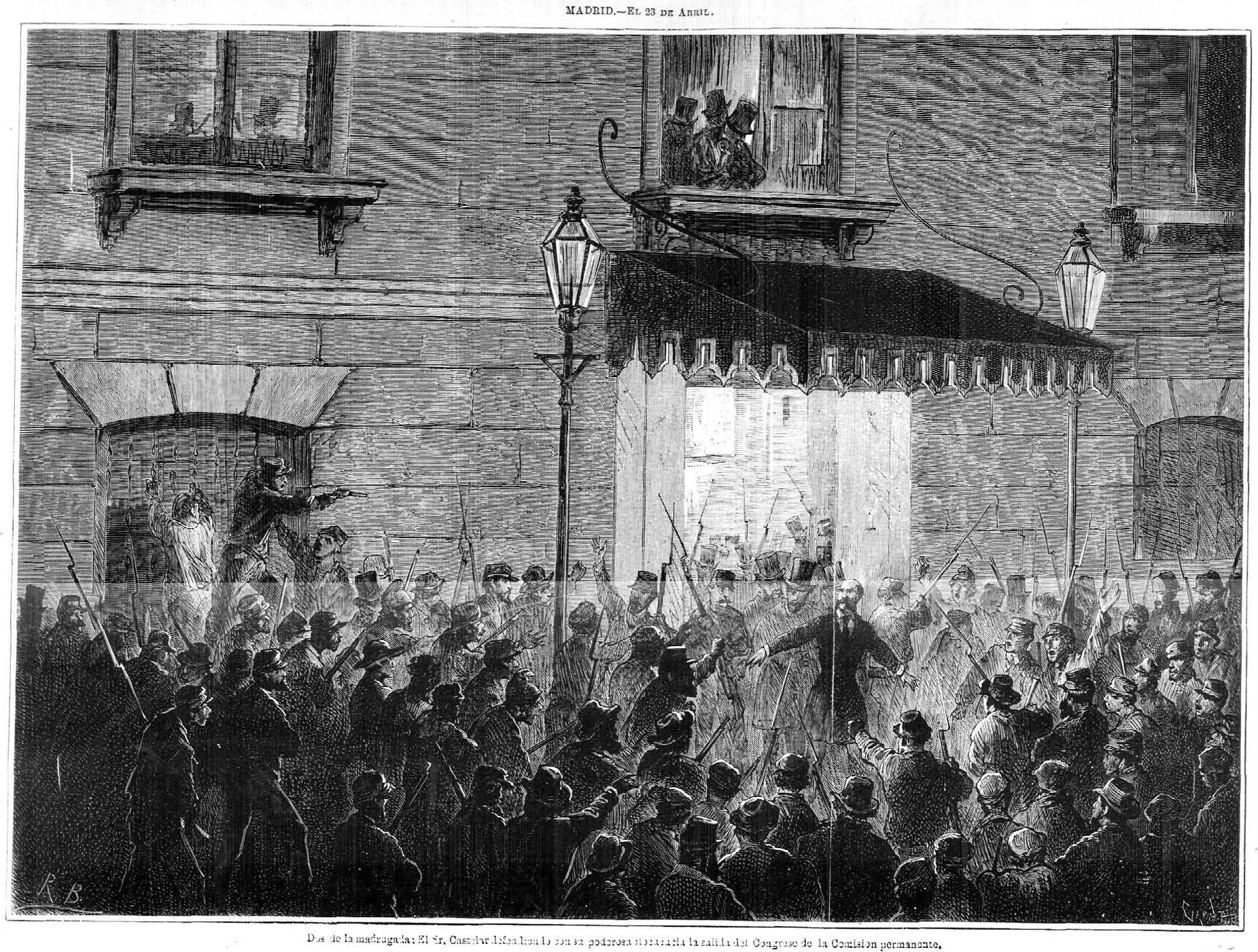
Madrid, 23 aprile 1873: Emilio Castelar difende il Congresso lasciando la Commissione Permanente, incisione tratta da La Ilustración Española y Americana, 1º maggio 1873

Superate le divergenze che separavano i "Martistas" dai "Riversistas", i radicali provarono un terzo colpo di Stato il 23 aprile, con lo stesso obiettivo dei due precedenti. Questa volta avevano l'appoggio di soldati conservatori, come il generale Pavía, il capitano generale di Madrid, l'ammiraglio Topete e, ancora, il generale Serrano. I civili del partito costituzionale, guidati da Práxedes Mateo Sagasta, volevano anch'essi evitare la proclamazione della Repubblica Federale, perché ci si aspettava che il governo, grazie alla sua "influenza morale", avrebbe ottenuto la maggioranza necessaria nelle elezioni delle Corti Costituenti convocate per il mese successivo.
Ancora una volta, l'azione decisiva del ministro dell'Interno, Pi i Margall, che conosceva i piani dei cospiratori, sventò il tentativo. Dapprima sostituì il generale Pavía alla guida del Capitanato generale di Madrid con il generale Hidalgo; in seguito, ordinò alla guardia civile e alla milizia dei Volontari della Repubblica di attaccare l'arena, dove i reazionari avevano concentrato i Volontari della Libertà, che deposero le armi dopo alcuni colpi. Più tardi, gruppi federali armati circondarono il Palazzo del Congresso, dove si riuniva la Commissione Permanente che intendeva destituire il governo e convocare l'Assemblea Nazionale per nominare il generale Serrano presidente dell'esecutivo. I membri della Commissione furono in grado di lasciare il Congresso solo grazie alla protezione fornita da deputati repubblicani e membri del governo, tra i quali Emilio Castelar e Nicolás Salmerón, il cui fratello Francisco Salmerón, del Partito Radicale, era un membro della Commissione. La maggioranza delle persone coinvolte nel colpo di Stato fallito lasciò la Spagna, con alcuni che si travestirono per non essere riconosciuti, come il generale Serrano, il generale Caballero de Rodas e Cristino Martos. Il giorno successivo, un decreto del potere esecutivo firmato da Pi i Margall sciolse la Commissione Permanente.
La decisione di Pi i Margall di sciogliere la Commissione Permanente, che Jorge Vilches ha descritto come un «colpo di Stato», fu messa in discussione dai repubblicani federali "moderati", guidati in quel frangente da Emilio Castelar e Nicolás Salmerón. Essi erano consapevoli che ciò avrebbe avuto come conseguenza il ritiro del resto dei partiti dalle elezioni, circostanza che avrebbe minato la legittimità delle Corti Costituenti che sarebbero state nominate. «Il timore di rimanere da soli era tale che Castelar e Figueras negoziarono con i radicali e i conservatori per garantire loro una rappresentanza parlamentare», ma entrambi i gruppi respinsero la proposta e ribadirono l'ipotesi di ritirarsi, sostenendo l'illegittimità dello scioglimento della Commissione Permanente. Così, alle elezioni non ci fu lotta elettorale, poiché optarono per il ritiro, oltre ai radicali e ai costituzionali, i Carlisti, che avevano partecipato a insurrezioni armate, e gli Alfonsini, che non riconoscevano la repubblica. Nei pochi distretti dove la contesa elettorale fu più accesa, la lizza riguardò candidati repubblicani federali dei settori "moderati" o "intransigenti".
Le elezioni per le Corti Costituenti, che avrebbero dovuto svolgersi il 1º giugno a Madrid, furono indette ufficialmente l'11 marzo 1873. Le elezioni ebbero luogo il 10, 11, 12 e 13 maggio, con i repubblicani federali che ottennero 343 seggi, mentre il resto delle forze politiche ne ebbe 31. Pertanto, la rappresentanza risultante da queste elezioni venne molto limitata a causa del ritiro di tutte le forze di opposizione politica, ovvero i radicali, i costituzionali, i carlisti (in guerra dal 1872), gli alfonsini monarchici di Antonio Cánovas del Castillo, i repubblicani unitari e persino le nascenti organizzazioni operaie aderenti all'Internazionale. Con il 60% di astensionismo, si trattò delle elezioni con la partecipazione più bassa della storia della Spagna del XIX secolo e della prima metà del XX secolo. In Catalogna votò esclusivamente il 25% dell'elettorato, a Madrid il 28%. L'età minima per votare fu abbassata da venticinque a ventuno anni, «pensando che i giovani avrebbero votato per i candidati federali». Come ha invece sottolineato Nicolás Estévanez, «la Spagna era tutt'altro che repubblicana».

## La Repubblica Federale

### Proclamazione della Repubblica Federale e fuga di Estanislao Figueras
Il 1º giugno 1873 ebbe luogo la prima sessione delle Corti costituenti sotto la presidenza del veterano repubblicano José María Orense e iniziò la presentazione delle proposte. Il 7 giugno si discusse e si approvò una disposizione legislativa relativa alla forma di governo, firmata da sette deputati, che recitava:
Il presidente, in applicazione di quanto disposto dal Regolamento del Tribunale per l'approvazione definitiva dei progetti di legge, si convinse a domandare il voto nominale il giorno successivo. L'8 giugno la proposta fu approvata con il voto favorevole di 218 deputati e solo 2 contrari, proclamando quel giorno la Repubblica Federale.
Sebbene i repubblicani federali godessero della stragrande maggioranza nelle corti costituenti, erano in realtà divisi in tre gruppi:
- Gli "intransigenti", con circa 60 deputati, formavano l'ala sinistra della Camera e auspicavano che le Corti assumessero tutti i poteri dello Stato (legislativo, esecutivo e giudiziario), oltre a desiderare la nascita di una repubblica federale che potesse favorire le suddivisioni amministrative minori, come ad esempio i comuni e i cantoni, i quali andavano istituiti ex novo. Questo gruppo si professava altresì d'accordo sulla necessità di introdurre delle riforme sociali che potessero migliorare le condizioni di vita del proletariato. Tale frangia non vantava un capo ben inviduabile, sebbene riconoscessero come loro «patriarca» José María Orense, il vecchio marchese di Albaida. Al suo interno spiccavano inoltre Nicolás Estévanez, Francisco Díaz Quintero, i generali Juan Contreras Román e Blas Pierrad e gli scrittori Roque Barcía e Manuel Fernandez Herrero;
- I "centristi", guidati da Pi i Margall, concordavano con gli intransigenti sul bisogno di costituire una repubblica federale, ma, per così dire, dall'alto verso il basso. Si riteneva infatti che prima occorresse stilare una Costituzione federale e poi procedere alla formazione dei cantoni o degli Stati federati. Il numero dei deputati che aderiva a questo settore non era molto grande e in molte occasioni agiva diviso nelle votazioni, sebbene si tendesse ad aderire alle proposte degli intransigenti;
- I "moderati" costituivano la parte destra della Camera ed erano guidati da Emilio Castelar e Nicolás Salmerón; tra questi spiccavano anche Eleuterio Maisonnave e Buenaventura Abárzuza Ferrer. Difendevano la formazione di una Repubblica democratica che accogliesse tutte le opzioni liberali, rifiutando di concedere alle Corti un ruolo fortissimo, come volevano gli intransigenti, e concordavano con i centristi sul bisogno di approvare una nuova Costituzione. Costituivano il gruppo più numeroso alla Camera, sebbene vi fossero alcune differenze tra i sostenitori di Castelar, a favore della conciliazione con i radicali e con i costituzionalisti per includerli nel nuovo regime, e i sostenitori di Salmerón, che parteggiavano per una repubblica basata solo sull'alleanza dei "vecchi" repubblicani. Il loro modello era la Repubblica francese, mentre per i centristi e gli intransigenti occorreva guardare alla Svizzera e agli Stati Uniti, due repubbliche con un impianto federale.

Benito Pérez Galdós raccontò così il clima parlamentare della Repubblica:
Mentre presiedeva un Consiglio dei ministri, stufo di sterili dibattiti, Estanislao Figueras esclamò in catalano: «Signori, non ce la faccio più. Sarò franco: sono stufo di tutti noi!».
Non appena le Corti costituenti si riunirono, Estanislao Figueras restituì i suoi poteri alla Camera e propose che il suo ministro dell'Interno, Francesc Pi i Margall, fosse nominato nuovo presidente del potere esecutivo; tuttavia gli intransigenti si opposero e riuscirono a far desistere Pi dal suo tentativo di dare vita a un governo, motivo per cui Figueras fu incaricato di formarlo. In seguito Figueras apprese che i generali intransigenti Juan Contreras y Román e Pierrad stavano preparando un colpo di Stato per instaurare la Repubblica federale al di fuori del governo e dei tribunali; ciò gli fece temere per la sua incolumità, soprattutto dopo che Pi i Margall disse che non era molto disposto a entrare nel suo governo. Il 10 giugno Figueras, in preda al panico, fuggì in Francia e rassegnò segretamente le dimissioni dal suo incarico alla Presidenza. Dopo aver fatto una passeggiata nel parco del Retiro, senza dire una parola a nessuno salì sul primo treno in partenza dalla stazione di Atocha e scese soltanto quando raggiunse Parigi.

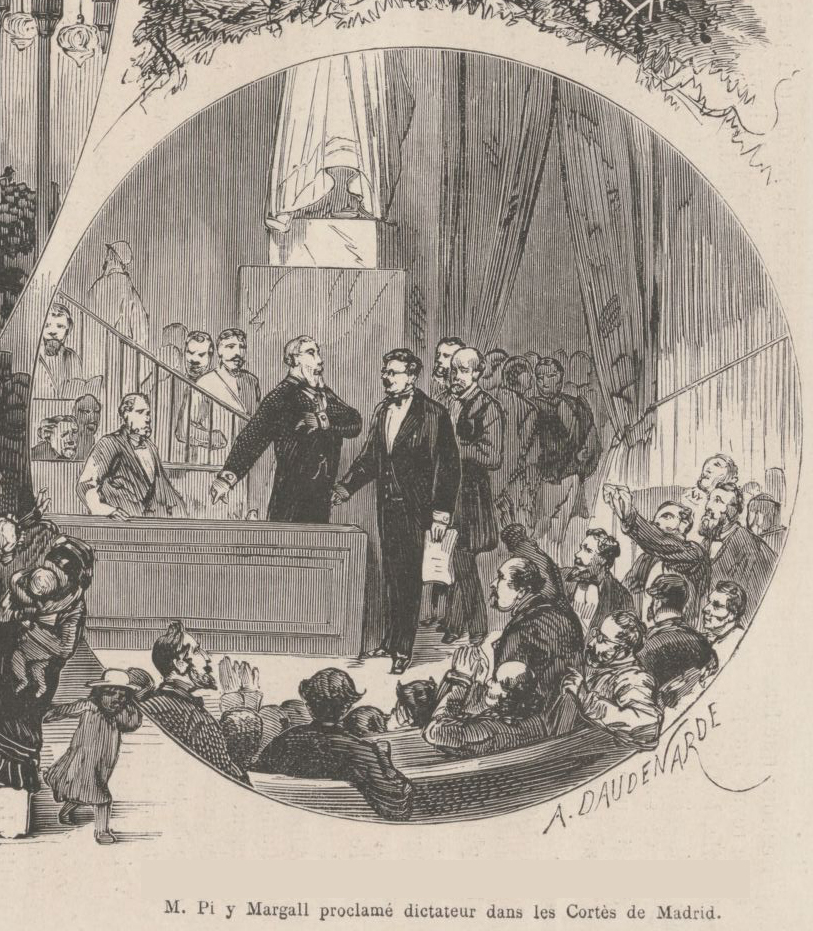
Pi i Margall diventa Presidente dell'Esecutivo, giugno del 1873, illustrazione di Daniel Urrabieta Vierge

Il giorno successivo ebbe luogo un nuovo tentativo di colpo di Stato, quando una massa di repubblicani federali, istigata dagli intransigenti, circondò l'edificio del Congresso dei Deputati a Madrid, mentre il generale Contreras, al comando della milizia dei Volontari della Repubblica, assumeva il ministero della Guerra. A quel punto, i moderati Castelar e Salmerón proposero a Pi i Margall di occupare la presidenza vacante del potere esecutivo, poiché era l'esponente più prestigioso all'interno del partito repubblicano. «Castelar e Salmerón credevano che Pi i Margall, vicino agli intransigenti, coloro che aveva dato loro base ideologica e organizzazione, potesse controllare e soddisfare la sinistra parlamentare attraverso un gabinetto di larga intesa». Alla fine gli intransigenti accettarono la proposta, a condizione che le Corti eleggessero i membri del governo che Pi i Margall avrebbe presieduto.
Secondo altre ricostruzioni ritenute di dubbia affidabilità, l'ascesa di Pi i Margall alla presidenza del potere esecutivo sarebbe stata il risultato delle azioni di un colonnello della Guardia Civil, José de la Iglesia, che, di fronte al vuoto di potere creato dopo che Figueras era fuggito e di fronte alla minaccia di un colpo di Stato, si presentò con un picchetto nel palazzo del Congresso e annunciò ai deputati che nessuno se ne sarebbe andato finché non fosse stato eletto un nuovo presidente. Tuttavia, José Bárcena Guzmán afferma che «questa influenza per la nomina si trascinò per un periodo di tempo più lungo attraverso lo scambio di lettere».

### Governo di Francesc Pi i Margall
Pi i Margall fornì la seguente descrizione della repubblica federale:
Se la procedura dal basso verso l'alto non era più logica e più adatta all'idea della Federazione, lo era invece quella dall'alto verso il basso, più adatta a un Paese già plasmato come il nostro, e nella sua applicazione molto meno pericolosa. Non c'era soluzione di continuità del potere; la vita della nazione non era sospesa per un solo momento; non c'era da temere che potessero sorgere gravi conflitti tra le province; era la soluzione più facile, più rapida e meno esposta a battute d'arresto e ad alti e bassi. [...]»
(Francesc Pi i Margall)

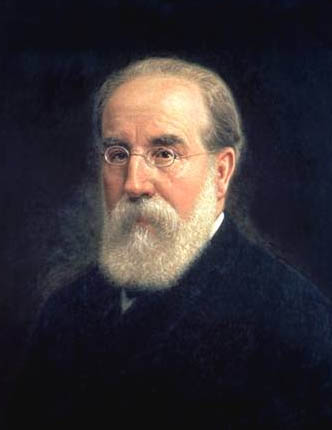
Ritratto di Francesc Pi i Margall, secondo presidente del potere esecutivo della Repubblica

Il programma di governo che Pi i Margall presentò alle Corti si basava sulla necessità di porre fine alla terza guerra carlista, alla Separazione tra Stato e Chiesa, all'abolizione della schiavitù e alla riforme a favore delle lavoratrici e dei bambini. Su quest'ultimo punto, le Corti approvarono il 24 luglio 1873 una legge che regolava «il lavoro delle officine e l'insegnamento nelle scuole di bambini lavoratori di ambo i sessi». La proposta prevedeva anche la restituzione dei beni comunali alle città attraverso una legge che modificasse la desamortización di Madoz, ma la legge non fu mai varata. Non fu approvata nemmeno un'altra legge che mirava a trasferire le terre agli affittuari a vita in cambio del pagamento di un censo. Fu approvata una legge del 20 agosto che dettava norme «per riscattare le rendite e gli appezzamenti conosciuti giuridicamente con il nome di foros, subforos e altri della stessa natura». Infine, il programma prevedeva come priorità la stesura della nuova Costituzione e la promozione dell'istruzione obbligatoria e gratuita.
Nel giro di brevissimo tempo, il governo di Pi i Margall si trovò osteggiato dagli intransigenti, perché il suo programma non aveva incluso alcune delle rivendicazioni storiche dei federali, come l'abolizione del bollo sul tabacco, della lotteria, delle tasse giudiziarie e delle imposte di consumo, tornate ad essere ripristinate nel 1870 a causa della mancanza di risorse statali. L'inefficacia del governo dovuta ai veti imposti dai ministri intransigenti portò alla presentazione alle Corti di una proposta di concedere al presidente del potere esecutivo il potere di nominare e revocare liberamente i suoi ministri. Un'eventuale approvazione avrebbero permesso a Pi di rimpiazzare i ministri intransigenti con altri dalle visioni più moderate, creando così un governo di coalizione tra i centristi e i moderati di Castelar e Salmerón. La risposta degli intransigenti fu quella di chiedere alle Corti, intente a redigere e ad approvare la nuova Costituzione repubblicana federale, si costituissero in Convenzione, al fine di dare vita a un organo che avrebbe preservato il potere esecutivo. La proposta venne respinta dalla maggioranza dei deputati sostenitori del governo. Il 27 giugno, gli intransigenti presentarono una mozione di sfiducia contro il governo in cui si intimava la paradossale richiesta secondo cui il suo presidente, Pi i Margall, doveva aderire alle loro rivendicazioni. La crisi si risolse il giorno successivo, come temevano gli intransigenti, con l'ingresso nel governo dei moderati Eleuterio Maisonnave allo Stato, Joaquín Gil Berges alla Grazia e Giustizia e José Carvajal Hué al Tesoro; inoltre, si rafforzò la presenza dei centristi con Francisco Suñer all'Oltremare e Ramón Pérez Costales allo Sviluppo. Il programma del nuovo governo si riassumeva nel motto «ordine e progresso» (orden y progreso).
Il 30 giugno Pi i Margall chiese alle Corti poteri straordinari per porre fine alla guerra carlista, sebbene limitati ai Paesi Baschi e alla Catalogna. Gli intransigenti si opposero ferocemente alla proposta, in quanto la intendevano come un escamotage per imporre la «tirannia» e sopire la democrazia, sebbene il governo avesse assicurato loro che sarebbe rimasta in essere solo durante il periodo bellico. Una volta approvata la proposta dalle Corti, l'esecutivo pubblicò un manifesto in cui, giustificati i poteri straordinari ricevuti, annunciava la convocazione all'Esercito dei quintas (cioè reclute scelte casualmente) e della riserva, poiché «il Paese esige il sacrificio di tutti i suoi figli, e chi non lo fa al limite delle sue forze non sarà [ritenuto] né liberale né spagnolo».

#### Progetto di Costituzione federale
Nel programma di governo che Pi i Margall avanzò alle Corti, si indicò tra le priorità la rapida approvazione della Costituzione della Repubblica, per la quale si elesse subito una commissione di venticinque membri incaricata di redigere il progetto. Uno dei membri della stessa, il moderato Emilio Castelar, scrisse in ventiquattro ore i compiti che avrebbe assunto l'intera commissione e che avrebbe esposto alle Corti in seduta. Il progetto non convinse i radicali, i costituzionalisti o gli intransigenti repubblicani federali, che finirono per presentare un progetto costituzionale concorrente.
Nel progetto per la Costituzione federale del 1873 redatto da Emilio Castelar, egli esponeva i suoi pareri sulla repubblica, ritenendola la forma di governo più appropriata per tutte le opzioni liberali; a suo avviso, la democrazia non poteva conciliarsi con la monarchia, come aveva dimostrato l'esperienza della "monarchia democratica" di Amedeo I. Affinché la repubblica fosse accettata dai ceti conservatori e medi, era necessario porre fine a quella che Castelar chiamava "demagogia rossa", la quale confondeva la repubblica con il socialismo. In virtù di siffatte premesse, il progetto di Costituzione federale che presentò alle Corti era, a suo avviso, una continuazione dei principi stabiliti nella Costituzione del 1869, come dimostra il fatto che ne conservava il Titolo I. Inoltre, il suo progetto si basava su una rigida separazione dei poteri, tutti di stampo elettivo. Pertanto, il presidente della Repubblica non andava scelto dalle Corti, ma attraverso collegi elettorali votati in ogni stato regionale; questi avrebbero espresso il proprio voto liberamente, e il candidato che avesse ottenuto la maggioranza assoluta sarebbe stato proclamato dalle Corti; nel caso in cui nessuno avesse ottenuto la maggioranza assoluta, sarebbe stato scelto dai deputati tra i due candidati con il più alto numero di voti. La sua funzione era quella di esercitare il cosiddetto "potere di relazione" tra le diverse istituzioni. Deputati e senatori, dal canto loro, non potevano far parte dell'esecutivo, né poteva partecipare alle riunioni delle Camere. Per quanto riguardava la magistratura, la giuria veniva costituita per sindacare su ogni tipo di reato. Quanto invece alla struttura federale, ogni stato avrebbe goduto di «tutta l'autonomia politica compatibile con l'esistenza della nazione», potendo redigere una propria Costituzione, purché non contraria a quella federale, e avere una propria assemblea legislativa. Infine, i comuni avrebbero eletto i propri consiglieri, sindaci e giudici a suffragio universale.

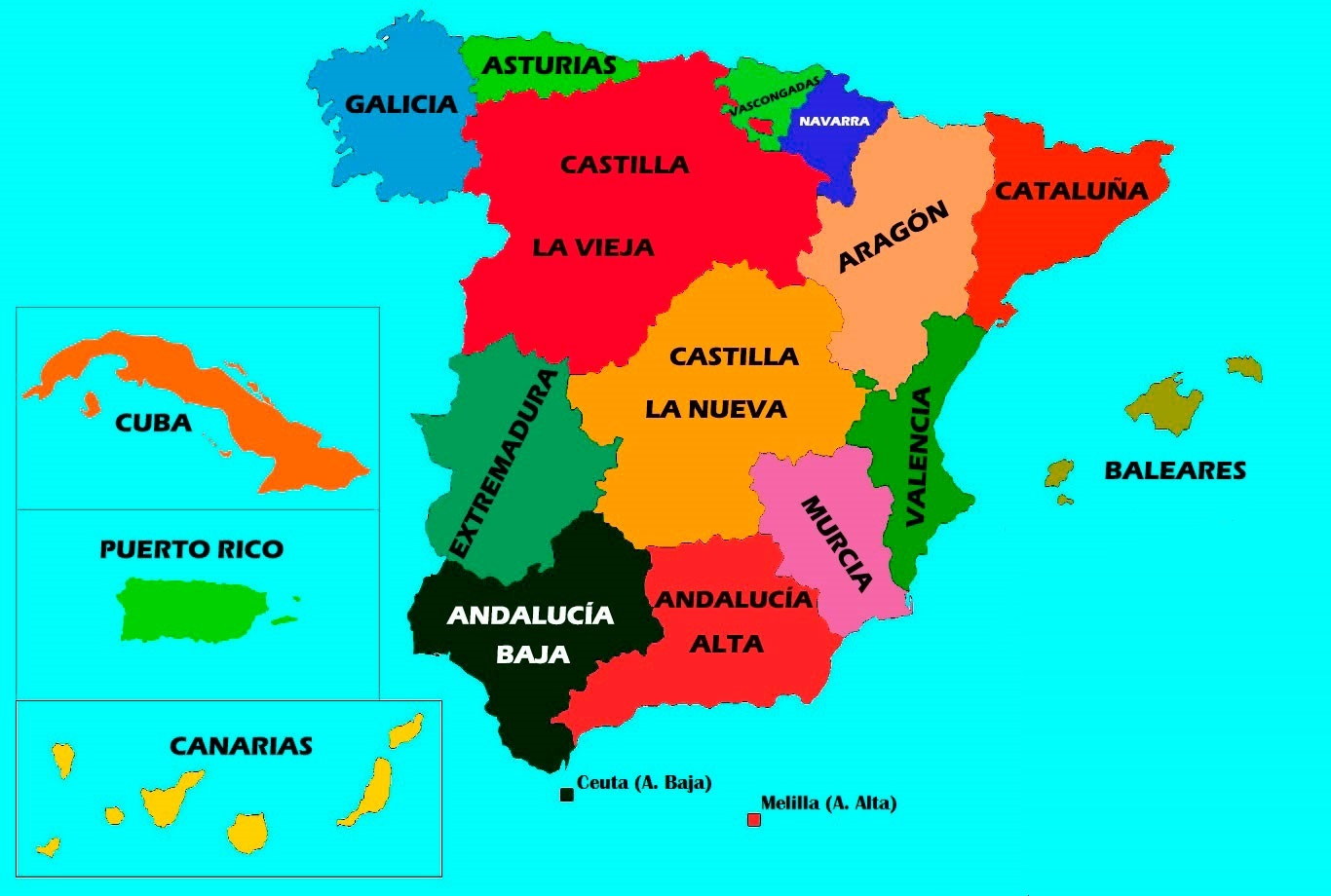
Gli stati della Spagna proposti nel progetto di Costituzione Federale del 1873. Si noti che la mappa non riflette la Repubblica nel suo insieme, poiché includeva anche il Capitanato generale delle Filippine e alcuni territori dell'Africa. Sono mostrate solo le regioni che, se fosse entrata in vigore la Carta costituzionale, sarebbero state riconosciute come entità federali a pieno titolo

Il progetto di Costituzione era «preceduto da un preambolo in cui si motiva[va]no le richieste a cui i suoi articoli cerca[va]no di rispondere». Innanzitutto, si provava a «consolidare la libertà e la democrazia conquistate dalla Gloriosa rivoluzione di settembre». In più, ci si preoccupava di «indicare una divisione territoriale, che sulla base della storia, assicurasse alla Federazione e con essa l'unità nazionale». Infine, si sottolineava come fosse necessario «tenere ben distinti i poteri pubblici in modo che non possano essere confusi, impedendo al contempo di facilitare l'avvento della dittatura». Dopo il preambolo si elencavano 117 articoli, organizzati in 17 titoli. L'articolo più dibattuto, richiamato dal grosso degli emendamenti che vennero discussi, fu il primo, il quale stabiliva la divisione territoriale della Repubblica, e in cui Cuba e Porto Rico venivano incluse per risolvere il problema coloniale. Si aggiunse poi che leggi speciali avrebbero regolato la situazione delle altre province d'oltremare:
Questi Stati avrebbero goduto di «una completa autonomia economico-amministrativa e tutta l'autonomia politica compatibile con l'esistenza della Nazione», nonché «[de]l potere di creare una Costituzione politica» (artt. 92 e 93). Il progetto di Costituzione riconosceva nel suo Titolo IV, oltre ai classici poteri legislativo, esecutivo e giudiziario, una sorta di funzione di controllo che avrebbe esercitato il presidente della repubblica. Il potere legislativo sarebbe rimasto nelle mani dei tribunali federali, composti da Congresso e Senato. Il primo doveva fungere da camera di rappresentanza proporzionale, con un deputato per «ogni 50.000 anime» e sarebbe stato rinnovato dopo ventiquattro mesi; si prevedeva invece che il Senato sarebbe stato una camera di rappresentanza territoriale, con quattro senatori eletti dalle Corti di ciascuno stato. Il potere esecutivo sarebbe stato esercitato dal Consiglio dei ministri, il cui presidente avrebbe dovuto essere scelto dal presidente della repubblica. Il potere giudiziario sarebbe ricaduto un capo al Supremo Tribunale federale, composto «da tre magistrati per ogni stato della Federazione» (articolo 73) che non sarebbero stati mai eletti dal potere esecutivo o legislativo. Inoltre, si statuiva che tutti i tribunali sarebbero collegiali e si imponeva l'istituzione della giuria per tutti i tipi di reati. Oltre alla decretare la sua funzione di controllo, si affermava che il presidente della repubblica avrebbe dovuto esercitare «un mandato di quattro anni e non [avrebbe potuto essere] immediatamente rieleggibile», come recitava l'art. 81 del progetto.
L'articolo 40 del disegno di legge prevedeva: «Nell'organizzazione politica della Nazione spagnola, ogni cosa personale è di esclusiva responsabilità dell'individuo; tutto ciò che è comunale appartiene al Comune; tutto ciò che è regionale è dello stato, tutto ciò che è nazionale è della Federazione». L'articolo successivo dichiarava: «Tutti i poteri sono elettivi, removibili e responsabili». L'articolo 42: «La sovranità appartiene a tutti i cittadini, ed è esercitata in loro vece dagli organi politici della Repubblica, costituiti a suffragio universale»; Va tenuto presente che, a quel tempo, con «suffragio universale» si intendeva il suffragio maschile, poiché le donne non avevano diritto di voto.
In termini di diritti e libertà, il progetto era una continuazione del Titolo I della Costituzione spagnola del 1869, pur introducendo «alcune significative novità, come la separazione definitiva tra Chiesa e Stato e il divieto esplicito di sovvenzionare qualsiasi culto. Inoltre, richiedeva il riconoscimento civile dei matrimoni, nascite e morti e dichiarava aboliti i titoli nobiliari. Si concedeva e regolamentava il diritto di associazione in modo piuttosto ampio. [...] ]».

### Il cantonalismo e le dimissioni di Pi i Margall

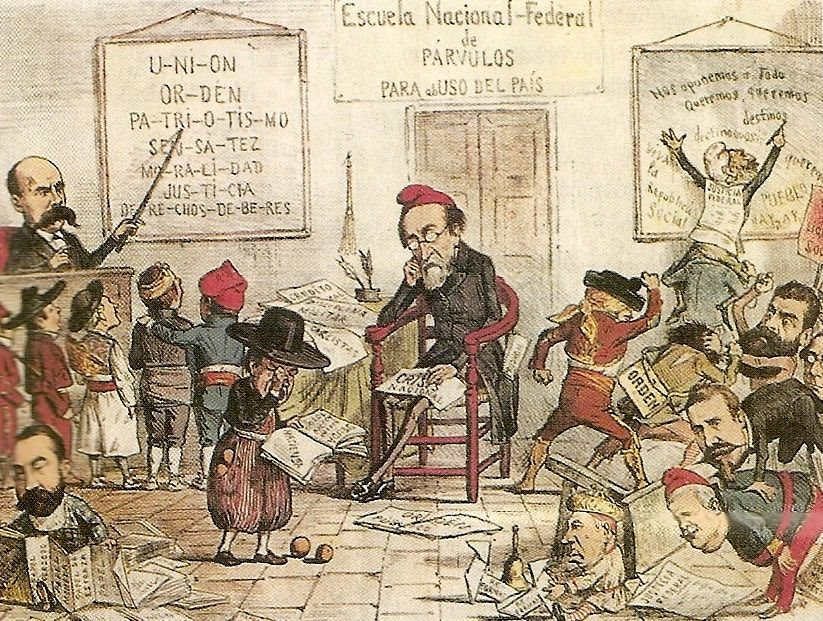
Pi i Margall viene sopraffatto dal federalismo, impersonificato da bambini vestiti con diversi costumi regionali. Caricatura realizzata dalla rivista satirica La Flaca

La risposta degli intransigenti alla politica di «ordine e progresso» del governo Pi i Margall fu quella di lasciare le Corti il 1º luglio, adducendo come pretesto immediato un proclama del governatore civile di Madrid che limitava le garanzie dei diritti individuali. In parlamento rimase solo il deputato José de Navarrete, che il giorno successivo spiegò i motivi del ritiro, accusando il governo di Pi i Margall di immobilismo e di aver placato e persino ceduto ai ricatti nemici della Repubblica federale. Pi i Margall replicò nel corso della stessa sessione del 2 luglio:
Dopo l'abbandono delle Corti, gli intransigenti chiesero la formazione immediata e diretta del "cantonalismo", scatenando presto quella che sarebbe passata alla storia come ribellione cantonale. A Madrid si formò un Comitato di Salvezza Pubblica per dirigerlo, anche se, secondo López-Cordón, «a prevalere fu l'iniziativa dei federalisti locali, che presero il controllo della situazione nelle rispettive città». Sebbene vi fossero stati casi, come quello di Malaga, in cui le autorità locali condussero la rivolta, nella maggioranza delle città si crearono delle giunte rivoluzionarie. Nel giro di pochi giorni, la rivolta assunse una discreta portata in Andalusia, a Valencia e in Murcia.
Pi i Margall riconosceva che ciò che stavano facendo gli intransigenti era mettere in pratica la loro teoria del federalismo pacifista dal basso verso l'alto. Egli condannò l'insurrezione, perché il presupposto di fondo si basava sull'ideale di assumere il potere «mediante una rivoluzione armata», una contraddizione insanabile di fronte a una «Repubblica [che è] nata per accordo di un'Assemblea, in modo legale e pacifico».
Il 30 giugno, il consiglio comunale di Siviglia decise di diventare una Repubblica Sociale. Una settimana dopo, il 9 luglio, Alcoy si dichiarò indipendente: dal 7 luglio si verificò un'ondata di omicidi e di regolamenti di conti sotto il pretesto di uno sciopero rivoluzionario (la cosiddetta «Revolución del Petroleum», capeggiata da esponenti delle sedi provinciali della sezione spagnola dell'AIT).
Secondo Jorge Vilches, «i punti comuni dei sostenitori del cantonalismo riguardavano l'abolizione delle tasse impopolari, come quella sul consumo e il bollo sul tabacco e sul sale, la secolarizzazione dei beni del clero, l'adozione di misure favorevoli ai lavoratori, la grazia dei detenuti per reati contro lo Stato, la sostituzione dell'esercito alla milizia e la formazione di comitati o unità di sanità pubblica».
I centri federali del Paese non nacquero sotto forma di stati autonomi, ma come costellazione di cantoni indipendenti. I moti si svolsero, fondamentalmente, in varie località di Valencia, Murcia e Andalusia. Tuttavia, l'esperienza paradigmatica del periodo, il cantone di Cartagena, rispondeva in realtà al tentativo di istituire un cantone della Murcia, in cui i suoi promotori erano divisi tra coloro che volevano che fosse di natura regionale e coloro che aspiravano a uno di tipo provinciale. Esempi di un certo peso a livello provinciale interessarono Valencia e Malaga. Altri comuni che diedero origine a dei cantoni furono Alcoy, Algeciras, Almansa, Andújar, Bailén, Cadice, Castellón, Granada, Motril, Salamanca, Siviglia, Tarifa e Torrevieja. Infine, meritano di essere menzionate altresì piccole città come Camuñas, in Mancia, o Jumilla, in Murcia, sebbene quest'ultima non venga citata nell'archivio municipale di alcun proclama cantonale.

Bandiera cantonale di Cartagena del 1873

Il più longevo e il più attivo di tutti i cantoni risultò quello di Cartagena, proclamato il 12 luglio nella base militare e navale locale, su ispirazione del deputato federale murciano Antonio Gálvez Arce, detto Antonete. I cantonalisti di Cartagena si insediarono all'interno del castello di Galeras, innalzando una bandiera rossa e sparando un cannone come segnale preventivamente concordato, al fine di indicare alla fregata Almansa che avevano espugnato le difese e che potevano ribellarsi insieme al resto dello squadrone. In realtà, in assenza di una bandiera interamente rossa, si issò una bandiera turca. La bandiera fu poi immediatamente rimossa e, non avendo della vernice rossa e per una evitare che qualcuno potesse confondersi su chi effettivamente stesse controllando il castello, un ribelle si provocò volontariamente una ferita al braccio, tingendo con il suo sangue la mezzaluna e la stella. Il capitano generale, sentito l'accaduto, inviò un telegramma a Madrid: «Il castello di Galeras ha issato la bandiera turca». Antonio Gálvez Arce affascinò i marinai con un suo sentito discorso e si impossessò dello squadrone ancorato nel porto, che a quel tempo era composto dai migliori della Armada Española. Con la flotta in suo possesso, seminò il terrore sulla vicina costa mediterranea, e fu dichiarato «pirata e un ricercato» per decreto del governo repubblicano. Una volta sbarcato, guidò una marcia verso Madrid che fu interrotta a Chinchilla. Il cantone di Cartagena coniò una propria moneta, il "duro cantonal", e resistette a un assedio di sei mesi.
Due fregate cantonali, la fregata a elica Almansa e la corazzata Vitoria, salparono da Cartagena alla volta di Almería per raccogliere risorse economiche. Quando la città si rifiutò di pagare, fu bombardata e presa dai cantonalisti, che riscossero essi stessi il tributo. Il generale Contreras, al comando della flotta, fu onorato allo sbarco, venendo curiosamente accompagnato dalle note della Marcha Real. Gli stessi eventi ebbero luogo ad Alicante, ma sulla via del ritorno a Cartagena vennero catturati come pirati dalle corazzate britannica e tedesca HMS Swiftsure e SMS Friedrich Carl, rispettivamente.

Principali aree coinvolte dalla rivolta cantonalista e dalla terza guerra carlista

Il governo di Pi i Margall venne travolto dalla ribellione cantonale e dal prosieguo della terza guerra carlista: i sostenitori di Don Carlos vagavano liberamente a loro piaciamento nelle Vascongadas, in Navarra e in Catalogna, tranne che nei capoluoghi, ed estesero la loro influenza all'intero Paese attraverso dei gruppi di rivoluzionari. Il pretendente al trono Carlo VII aveva formato a Estella un governo con dei propri ministeri, che iniziò persino a coniare denaro; i buoni rapporti intrattenuti con la Francia gli permise di ricevere degli aiuti esteri.
Per porre fine alla ribellione cantonale, Pi i Margall rifiutò di applicare le misure eccezionali proposte dal settore moderato del suo partito, tra cui la sospensione delle sessioni delle Corti, perché confidava in una strategia diplomatica e nella rapida approvazione della Costituzione federale, cosa che non avvenne. Egli desiderava sopire la "guerra telegrafica" che esplose già quando il Consiglio provinciale di Barcellona proclamò lo Stato catalano nel 1873. Tuttavia, non esitò a reprimere i ribelli, come dimostra il telegramma inviato dal ministro dell'Interno a tutti i governatori civili il 13 luglio, cioè non appena apprese della proclamazione del cantone di Murcia il giorno precedente:
La politica di Pi i Margall di combinare persuasione e repressione per porre fine alla rivolta cantonale si intuisce in maniera lampante nelle istruzioni impartite al generale repubblicano Ripoll, impegnato a sedare i disordini in Andalusia e a capo dell'unità dell'esercito di Córdoba che contava 1.677 fanti, 357 cavalli e 16 pezzi di artiglieria:
Poiché la politica di Pi i Margall non placò gli animi surriscaldati, i moderati ritirarono il loro sostegno il 17 luglio e proposero Nicolás Salmerón al suo posto. Il giorno successivo, Pi i Margall si dimise dopo 37 giorni in carica. Egli descrisse così i sentimenti che la politica gli aveva fatto provato:

### Il governo di Nicolás Salmerón e la repressione della ribellione cantonale

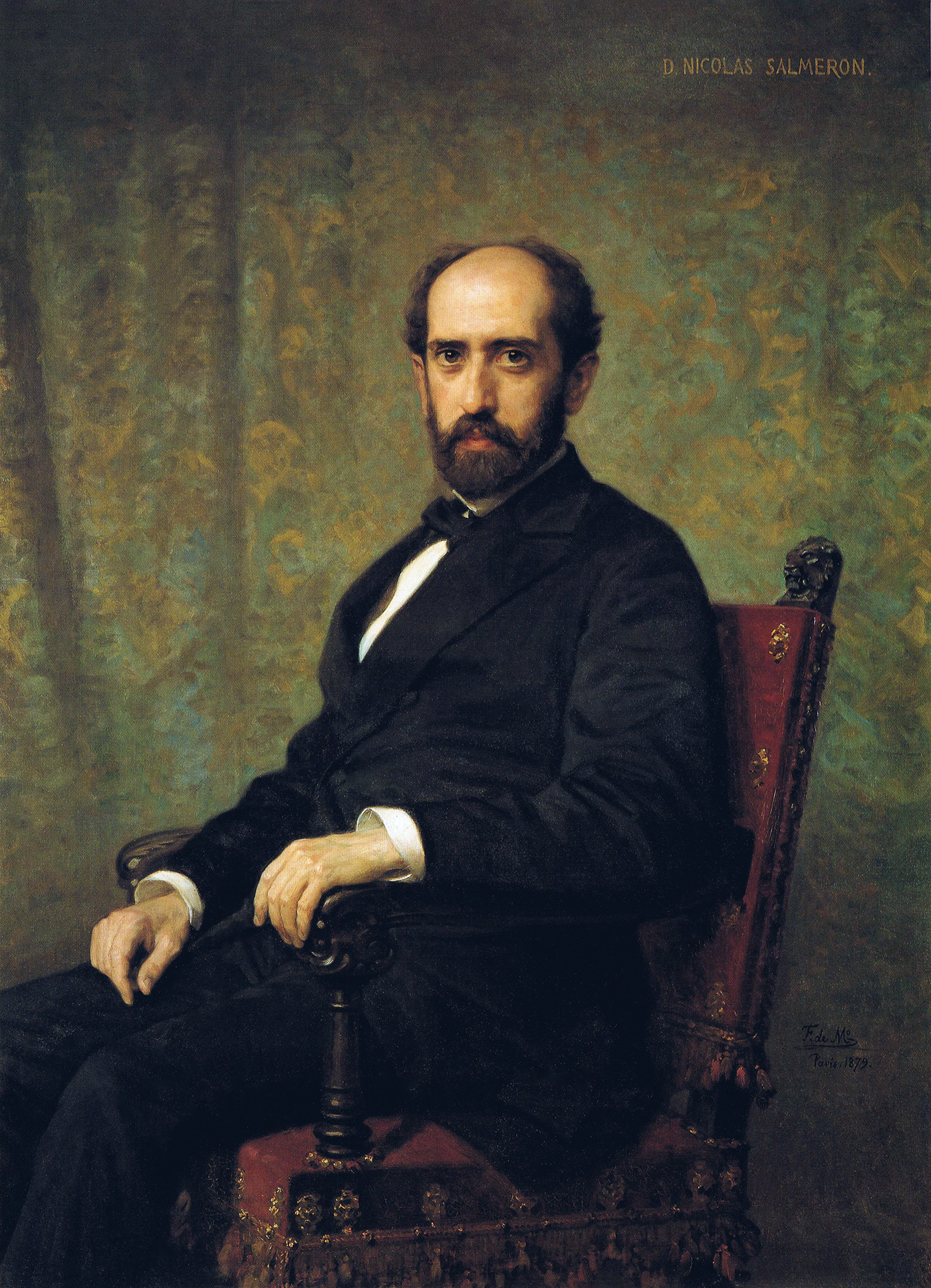
Nicolás Salmerón Alonso, terzo presidente del potere esecutivo della Prima Repubblica

Nicolás Salmerón, eletto presidente dell'esecutivo con 119 voti favorevoli e 93 contrari, fu un federalista moderato che difese la necessità di raggiungere un'intesa con i gruppi conservatori e una lenta transizione verso una repubblica federale. Secondo Jorge Vilches, «i suoi interventi parlamentari nelle ultime due legislature del regno di Amadeo I, sfacciatamente arroganti ma non per questo maleducati, gli valsero popolarità tra i repubblicani [...] Nelle Corti Costituenti della Repubblica Spagnola guidò una frangia della destra repubblicana. Si trattò di una scelta logica non solo per le sue idee conservatrici, ma anche per la mancanza di uomini di talento, l'assenza di figure esperte in campo politico e la scarsa conoscenza del mondo giuridico dei deputati repubblicani di quell'Assemblea». La sua accorata retorica continuò nelle Corti della restaurazione borbonica. Francisco Silvela disse che Salmerón, nei suoi discorsi, sfoderava un'unica arma: l'artiglieria. Antonio Maura riferiva a proposito del tono professorale di don Nicolás che «sembra[va] sempre che si [stesse] rivolg[endo] ai metafisici di Albacete».
Già durante il suo mandato come ministro di Grazia e Giustizia nel governo di Estanislao Figueras, egli promosse l'abolizione della pena di morte, nonché l'indipendenza del potere giudiziario da quello politico. Il suo arrivo alla presidenza del potere esecutivo produsse un'intensificazione del movimento cantonalista, perché gli intransigenti pensavano che con Salmerón sarebbe stato impossibile aspirare alla versione di Repubblica Federale da loro gradita, come aveva assicurato loro Pi i Margall. Così, lo stesso giorno della nomina di Salmerón, a Madrid fu formato un Comitato di salute pubblica, il cui scopo era quello di coordinarsi con le province, e una Commissione di guerra presieduta dal generale Contreras per organizzare la rivolta cantonale. Più tardi, il 30 luglio, vide la luce un "Governo provvisorio della Federazione spagnola", guidato dal filosofo e politico Roque Barcia. A quel tempo, tra carlisti e cantonali, erano trentadue le province che apparivano in uno stato d'agitazione.

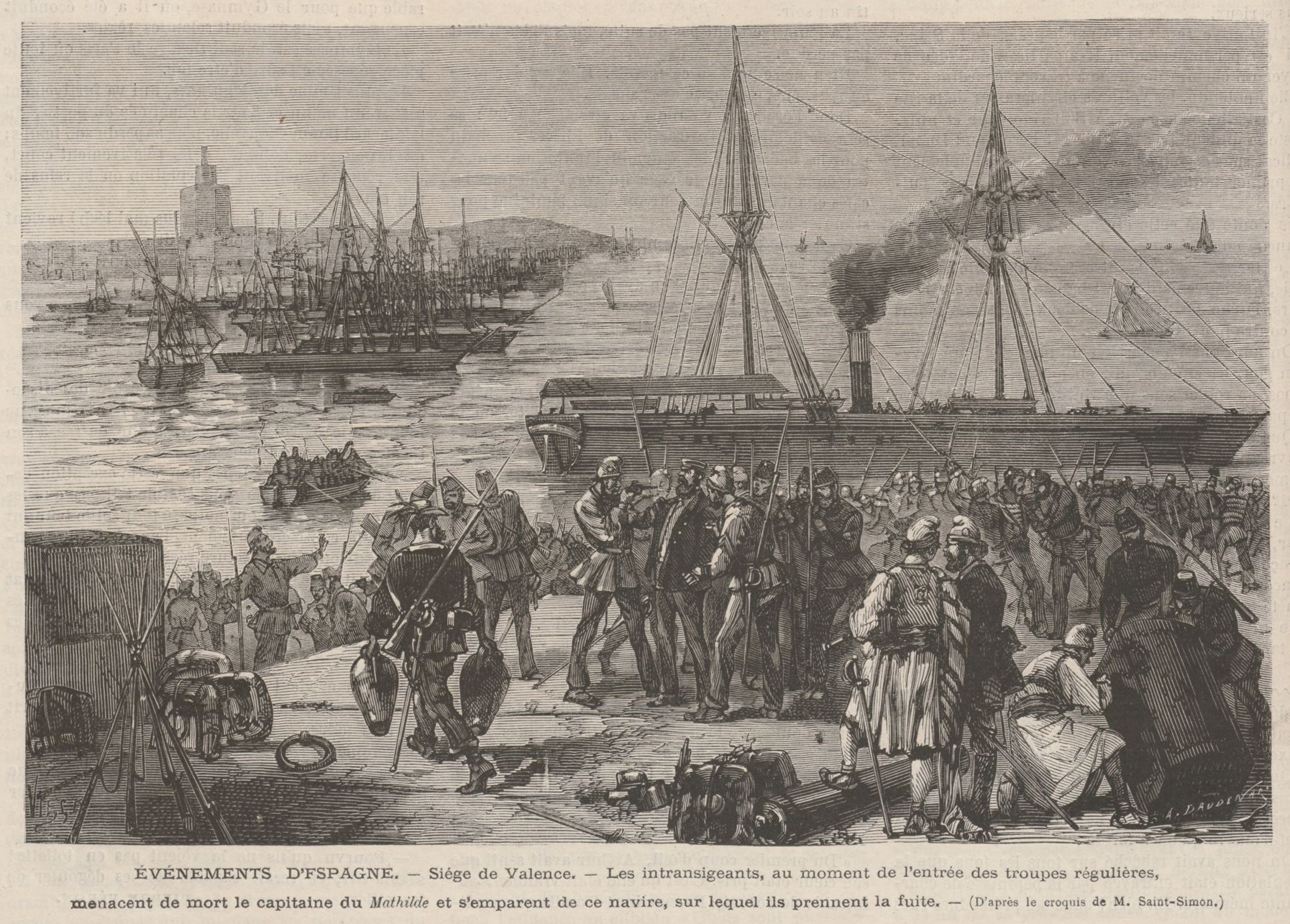
Assedio di Valencia, con gli intransigenti che prendono possesso della Matilde e fuggono verso Cartagena via mare

Il modello di governo di Salmerón era quello dello "stato di diritto", il che significava che, per salvare la Repubblica e le istituzioni liberali, era necessario porre fine a ogni lotta contro i carlisti e i cantonali. Per sedare la ribellione cantonale, il politico adottò misure dure, come il licenziamento di governatori civili, sindaci e ufficiali militari che avevano sostenuto in qualsiasi modo i cantonalisti. Successivamente, nominò generali contrari alla Repubblica Federale come Manuel Pavía o Arsenio Martínez Campos imponendogli di ristabilire l'ordine e inviandoli rispettivamente in Andalusia e a Valencia. Inoltre, mobilitò i riservisti, accrebbe il numero di membri della Guardia Civil assumendo 30.000 uomini e nominò delegati di governo nelle province con gli stessi poteri dell'esecutivo. Autorizzò i Consigli provinciali a imporre il versamento di contributi di guerra e ad organizzare le forze armate provinciali, decretando che le navi in mano ai sostenitori del cantone di Cartagena dovessero essere considerate pirata, il che significava che le si poteva affondare a prescindere se si trovassero o meno in acque spagnole. Grazie a queste misure draconiane, i diversi cantoni si arresero uno dopo l'altro, ad eccezione di Cartagena, che resistette fino al 12 gennaio 1874.
Nella seduta delle Corti del 6 settembre, Pi i Margall criticò duramente il modo in cui si represse la ribellione cantonale:

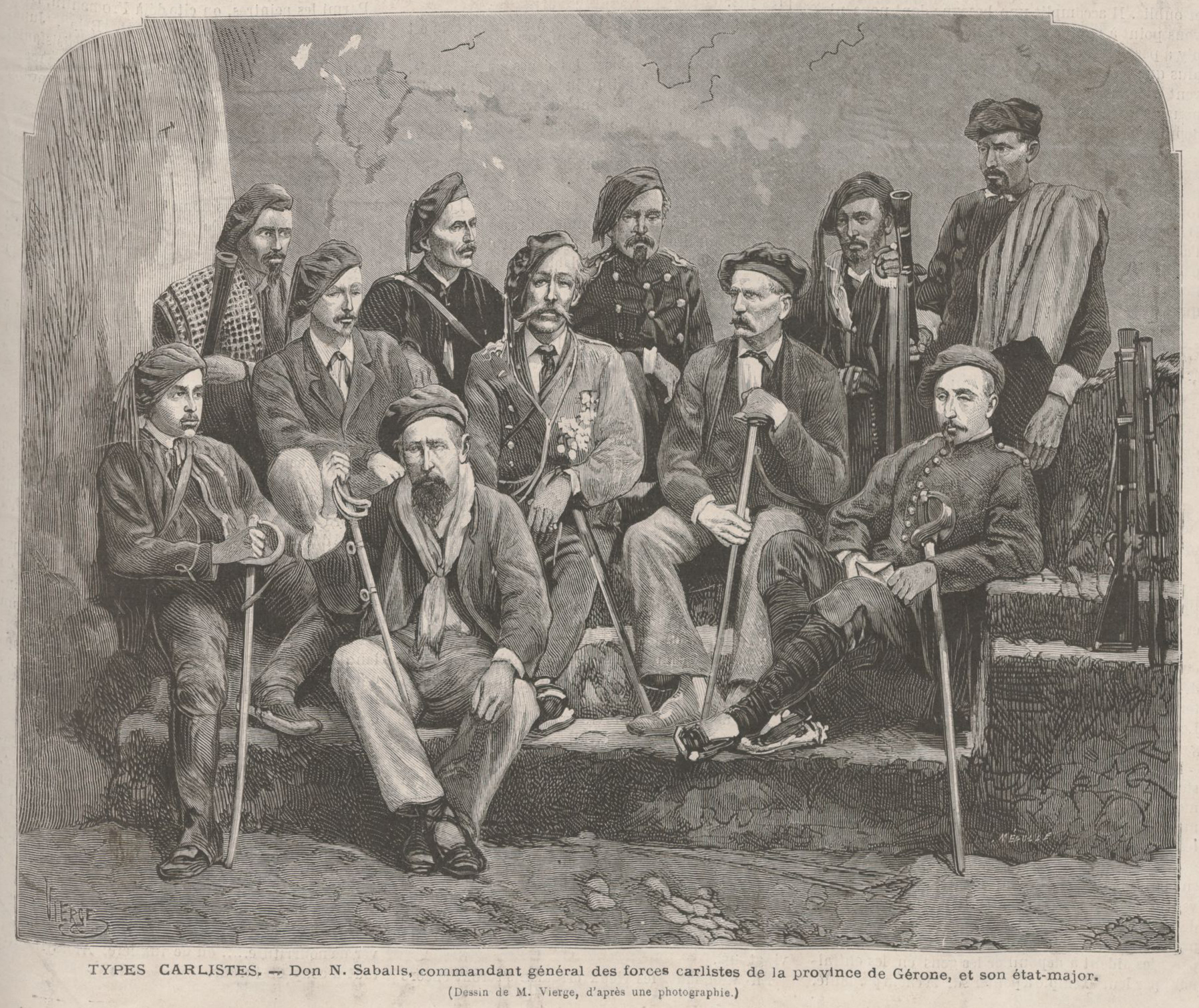
N. Saballs, comandante generale delle forze carliste nella provincia di Girona, e il suo Stato Maggiore Generale. Incisione riportata in Le Monde Illustré, 22 marzo 1873

Poiché persisteva ancora la frequente indisciplina delle truppe, che in alcuni casi portò all'assassinio dell'ufficiale in comando, i generali chiesero il completo ripristino delle Ordinanze militari spagnole, incluso il ripristino della pena di morte per gli insubordinati. La proposta venne approvata alle Corti, pur suscitando il malcontento di Salmerón, che era assolutamente contrario alla resurrezione di questa norma. Così, quando il 5 settembre fu presentata allo studio l'applicazione della condanna a morte per otto soldati passati dalla parte carlista a Barcellona, Salmerón scelse di dimettersi piuttosto che offuscare la sua coscienza e rassegnò le sue dimissioni irrevocabili alla presidenza del potere esecutivo. Il presidente delle Corti dell'epoca, Emilio Castelar, cercò invano di dissuaderlo, riuscendo infatti soltanto a rimandare l'inevitabile di un giorno. Quando Salmerón morì, molti anni dopo, fu scritto sulla lapide situata del suo mausoleo: «Abbandonò il potere per non aver acconsentito a una condanna a morte».
La decisione di Nicolás Salmerón di dimettersi potrebbe essere stata influenzata anche dal comportamento del generale Pavía, che continuava a sfidare la sua autorità. Manuel Pavía, nominato come detto da Salmerón alla testa dell'esercito andaluso, voleva a tutti i costi soggiogare il cantone di Malaga, l'ultima roccaforte dei ribelli andalusi. Tuttavia, il governo aveva siglato un patto non scritto con il governatore civile di Malaga consentendo la sua semi-indipendenza de facto, prevedendo nel dettaglio il divieto di allestire delle forze armate nella città di Malaga. In cambio, le autorità di Madrid accettavano la situazione creatasi. Pavía presentò due volte le dimissioni, ma esse non furono accolte, un evento questo che si ripeté con il nuovo presidente dell'esecutivo, Emilio Castelar, che continuò a resistere alle pressioni del generale. Il problema venne risolto con la partenza da Malaga dei cantonalisti guidati dal governatore civile, che andarono trattenuti a Boadilla dalle forze di Pavía. Alla lunga, quest'ultimo ottenne quanto desiderava e riuscì a entrare a Malaga alla testa delle truppe governative smantellando il cantone.

### Governo di Emilio Castelar

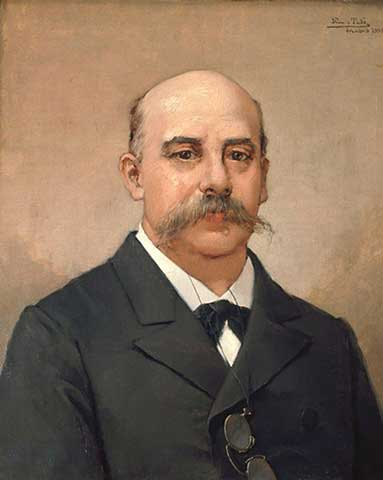
Emilio Castelar, quarto presidente della Prima Repubblica spagnola

Il giorno successivo, 7 settembre, fu eletto alla presidenza del potere esecutivo Emilio Castelar, sostenitore della repubblica unitaria, professore di storia e oratore di spicco, con 133 voti favorevoli rispetto ai 67 ottenuti da Pi i Margall. Durante la sua precedente parentesi come ministro di Stato nel governo di Estanislao Figueras, incentivò e ottenne l'approvazione dell'abolizione della schiavitù a Porto Rico, ma non a Cuba, a causa della guerra in corso.
Nel suo discorso di insediamento, Castelar dichiarò che il suo ministero rappresentava «la libertà, la democrazia, la Repubblica [...] Ma siamo anche la federazione senza rompere l'unità del Paese». Così riassumeva la sua concezione della Repubblica come la forma di governo in cui dovrebbero trovare spazio tutte le opzioni liberali, comprese quelle conservatrici.
Emilio Castelar era rimasto profondamente colpito dal disordine causato dalla ribellione cantonale; quando assunse la presidenza del potere esecutivo, essa poteva dirsi praticamente soppressa, ad eccezione del caso del cantone di Cartagena. Egli valutò così l'impatto dell'insurrezione nella storia spagnola:
Il 9 settembre, a soli due giorni di distanza da quando aveva prestato giuramento come presidente dell'esecutivo, Castelar ottenne dalle Corti, grazie alla reticenza degli intransigenti, il conferimento di poteri straordinari, pari a quelli richiesti da Pi i Margall per combattere i carlisti nei Paesi Baschi, in Navarra e in Catalogna. In questo caso però li acquisì per tutta la Spagna, al fine di eliminare definitivamente anche alla ribellione cantonale. Il passo successivo fu quello di proporre la sospensione delle sessioni delle Corti, che, tra le altre conseguenze, avrebbe paralizzato la discussione e l'approvazione del progetto di Costituzione federale. La sessione parlamentare si svolse il 18 settembre e si caratterizzò per un accesso dibattito tra due parti: da un lato vi erano gli intransigenti, rientrati alla Camera, e i centristi di Pi i Margall, radicalmente contrari alla proposta, mentre dall'altro vi erano i moderati che sostenevano Castelar. Pi i Margall intervenne per chiedere che le sessioni continuassero fino all'approvazione della Costituzione. Egli sostenne che i «periodi intermedi sono pericolosi e causati da turbolenze e disordini», oltre ad affermare che l'intenzione di incorporare i costituzionalisti e i radicali nella Repubblica era un'«illusione», perché i «partiti in Spagna saranno sempre partiti, e tenderanno sempre a raggiungere il potere con tutti i mezzi che possono». Inoltre, accusò di Castelar di aver infranto la legge, con quest'ultimo che rispedì al mittente le accuse, affermando che ciò era avvenuto quando il 23 aprile sciolse inopinatamente la Commissione Permanente. Alla fine, la proposta passò con i voti dei repubblicani federali moderati e l'opposizione di centristi e intransigenti. Pertanto, le Corti furono sospese dal 20 settembre 1873 al 2 gennaio 1874.
Da quel momento in poi Castelar governò servendosi di decreti. Il 21 settembre ne pubblicò una serie in cui sospendeva le garanzie costituzionali, istituì la censura della stampa e riorganizzò il corpo di artiglieria, sciolto da Manuel Ruiz Zorrilla durante l'ultima fase della presidenza del regno di Amadeo I. A questi seguirono altri provvedimenti, come il richiamo dei riservisti e la richiesta di una nuova tassa, che portò all'innalzamento del numero delle unità dell'esercito a 200.000 uomini, e il lancio di un prestito di 100 milioni di pesetas per far fronte alle spese di guerra. Con tutte queste misure, si proponeva di adempiere al programma che aveva presentato alle Corti per porre fine alla ribellione cantonale e alla guerra carlista: «per sostenere questa forma di governo, ho bisogno di molte unità di fanteria, di cavalleria, di artiglieria, di Guardia Civil e di tanti carabinieri». Allo stesso modo, furono ristabilite le ordinanze militari spagnole, che avrebbero consentito l'applicazione delle condanne a morte che avevano causato le dimissioni del suo predecessore, Nicolás Salmerón, e tutte quelle dettate dalle corti marziali.
Dopo la sospensione delle Corti, il presidente avviò il suo progetto di riavvicinamento con le classi conservatrici, senza il cui appoggio, secondo Castelar, la Repubblica non avrebbe potuto sopravvivere e neppure raggiungere la stabilità politica per poter affrontare le tre guerre civili in cui era coinvolta, cioè quella cubana, quella carlista e quella cantonale. Il 29 settembre, il consiglio di amministrazione del Partito costituzionale, riunitosi a Madrid, approvò la proposta di Práxedes Mateo Sagasta, l'ammiraglio Pascual Cervera y Topete e Manuel Alonso Martínez di dare il suo appoggio incondizionato al governo di Castelar. Ciò lo indusse a lasciare il partito e a unirsi al circolo alfonsino di Madrid composto innanzitutto da Francisco Romero Robledo, Adelardo López de Ayala e Cristóbal Martín de Herrera. In cambio, Castelar si dimostrò disponibile a concedere ai costituzionalisti e ai radicali gli 86 seggi lasciati vacanti dagli intransigenti deputati che si erano sollevati, oltre a proporre il costituzionalista Antonio de los Ríos Rosas come nuovo presidente della Repubblica. Egli offrì persino a un alfonsino, Antonio Cánovas del Castillo, un seggio e altri sei per i suoi seguaci. La morte inattesa avvenuta il 3 novembre di Ríos Rosas interruppe i contatti di Castelar con i costituzionalisti.
Nel frattempo, a Biarritz, Bayonne e Saint-Jean-de-Luz, città francesi vicine al confine spagnolo, i politici costituzionali e radicali stabilitisi lì dopo essere fuggiti dalla Spagna dopo il colpo di Stato fallito del 23 aprile si incontrarono anche per concedere il proprio sostegno al governo Castelar e impedire la vittoria degli intransigenti repubblicani federali.

### Il colpo di Stato di Pavía (3 gennaio 1874)

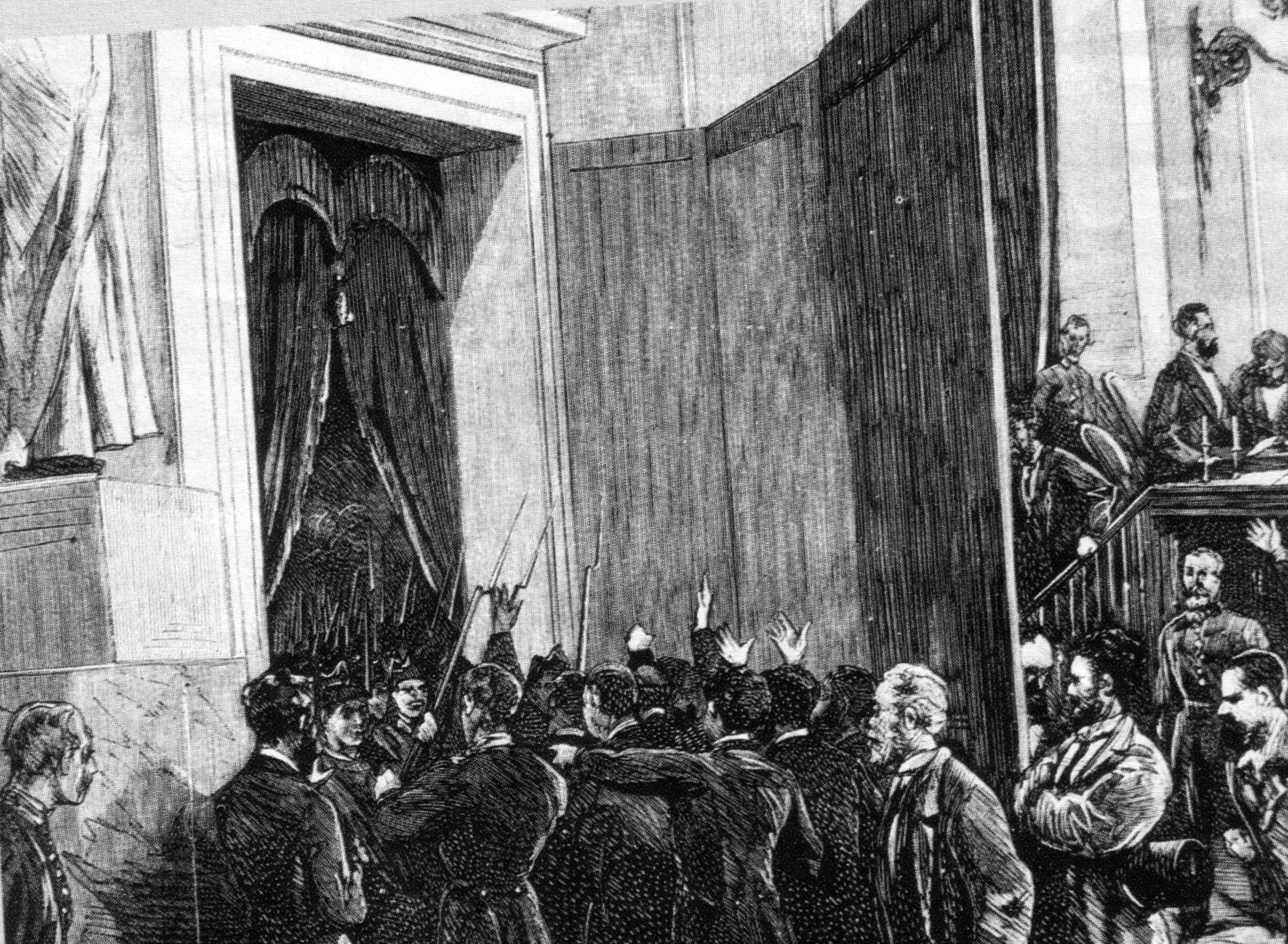
L'ingresso delle truppe di Manuel Pavía al Congresso dei Deputati il 3 gennaio 1874

La politica di riavvicinamento di Castelar con i costituzionalisti e i radicali trovò l'opposizione del moderato Nicolás Salmerón e dei suoi sostenitori, che avevano fornito appoggio all'esecutivo fino ad allora. Questo cambio di rotta nasceva dalla convinzione che al comando dovessero esserci «veri repubblicani», non nuovi arrivati che avevano appena abbandonato il proprio sostegno alla monarchia. Quest'opposizione aumentò quando Castelar nominò generali dalla dubbia affidabilità alla Repubblica per gli incarichi più importanti, e quando, a metà dicembre, occupò i posti vacanti in tre arcivescovadi; un gesto del genere indicava che aveva intavolato trattative con la Santa Sede e ristabilito di fatto i rapporti con essa, un'azione questa in contrasto con la separazione tra Chiesa e Stato propugnata dai repubblicani.
Il primo segno che Salmerón aveva smesso di sostenere il governo Castelar si intuì più o meno nello stesso periodo, quando, nella Delegazione permanente delle Corti, i suoi sostenitori votarono assieme ai pimargalliani e agli intransigenti contro la proposta di Castelar di indire elezioni per occupare i seggi vacanti, che fu respinta.
A seguito della sconfitta parlamentare di Castelar, Cristino Martos, principale esponente dei Democratici Radicali, e il generale Francisco Serrano, a capo dei Costituzionalisti, che fino a quel momento si erano preparati per le elezioni suppletive che non si sarebbero più tenute, si accordarono per prendere il potere con la forza. Lo scopo era quello di evitare che Castelar venisse destituito dal ruolo di guida dell'esecutivo a causa di un voto di sfiducia che Pi i Margall e Salmerón avrebbero di sicuro presentato non appena le Corti avrebbero riaperto il 2 gennaio 1874.

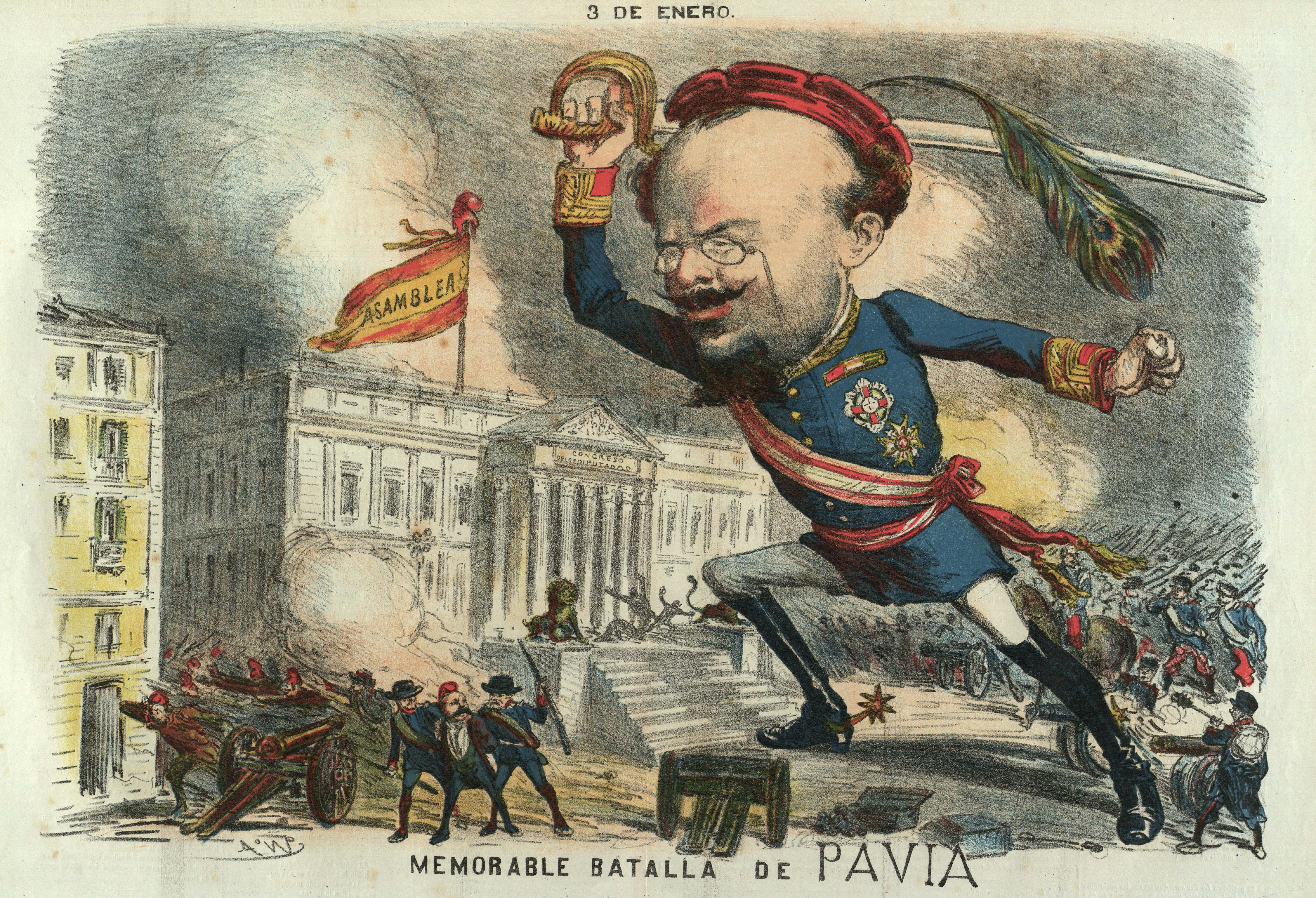
La memorabile Battaglia di Pavía, caricatura del colpo di Stato di Pavia tratta da La Madeja Politica, numero 13 (24 gennaio 1874). Illustrazione di Tomás Padró Pedret

Il 20 dicembre, quando Emilio Castelar venne a conoscenza delle trame che si stavano organizzando, convocò il capitano generale di Madrid, Manuel Pavía, nel suo ufficio il 24, per cercare di convincerlo a rispettare la legge e a non unirsi alle operazioni sovversive. Nel corso di quella riunione, come raccontò poi Pavía, il generale chiese a Castelar di emanare un decreto che ordinasse la prosecuzione della sospensione delle Corti e di affiggere alla Puerta del Sol «quattro baionette». Udita tale proposta, Castelar rifiutò senza pensarci due volte, dicendogli che non avrebbe rinunciato a un briciolo di legalità. Tuttavia, Castelar non rimosse dal suo incarico Pavía.
Castelar sapeva che Salmerón si sarebbe unito al voto di sfiducia quando il 30 dicembre (o il 26 dicembre, secondo altre fonti) ebbe con lui un colloquio. Durante lo stesso, Castelar non accettò le condizioni che Salmerón gli aveva posto per continuare a dargli il suo appoggio: sostituire i generali che Castelar aveva nominato con altri dediti al federalismo; revocare la nomina degli arcivescovi; destituire i ministri più conservatori e far entrare nel governo i seguaci di Salmerón; discutere e approvare immediatamente la Costituzione federale. Nel giorno seguente, il 31 dicembre, Pi i Margall, Estanislao Figueras e Salmerón si incontrarono per concordare di presentare un voto di sfiducia il 2 gennaio contro Castelar, anche se non decisero chi lo avrebbe sostituito. Quando le Corti riaprirono, alle due del pomeriggio del 2 gennaio 1874, il capitano generale di Madrid, Manuel Pavía, disse alle truppe di farsi trovare pronte nel caso in cui Castelar avesse perso il voto parlamentare. D'altra parte, i battaglioni dei Volontari della Repubblica erano pronti ad agire se Castelar avesse vinto. Infatti, secondo Jorge Vilches, «i cantonali di Cartagena avevano ricevuto l'ordine di resistere fino al 3 gennaio, giorno in cui, sconfitto il governo di Castelar, se ne sarebbe formato uno intransigente che avrebbe «legalizzato» la loro situazione e "cantonizzato la Spagna»; tuttavia, secondo altri autori, non vi sarebbe alcuna prova documentale di questa ricostruzione. All'apertura della seduta, Nicolás Salmerón intervenne per annunciare che ritirava il suo appoggio a Castelar, che rispose chiedendo l'istituzione di una «Repubblica possibile» con tutti i liberali, compresi i conservatori, e abbandonando la «demagogia».

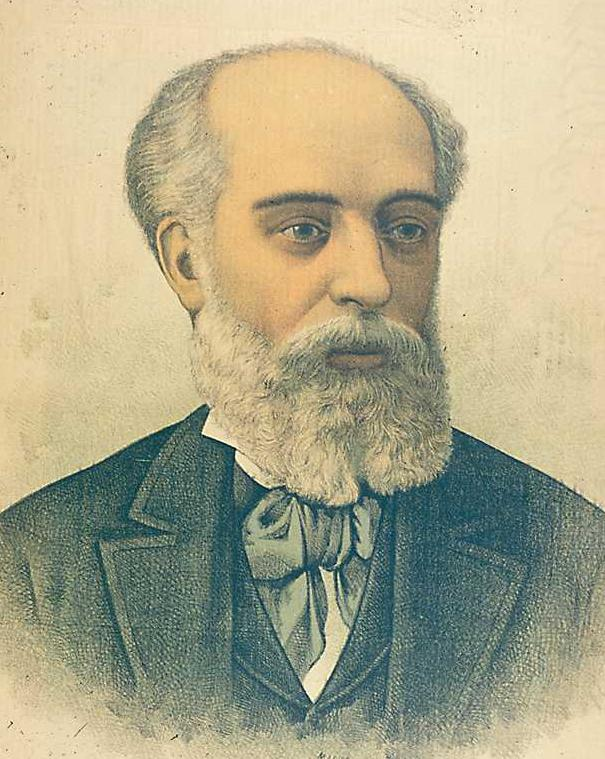
Eduardo Palanca Asensi, candidato repubblicano federale in sostituzione di Emilio Castelar, la cui elezione fu impedita dal colpo di Stato di Pavía

Dopo la mezzanotte si svolsero le procedure per il voto di fiducia, da cui il governo venne sconfitto con 100 voti favorevoli e 120 contrari, costringendo Castelar alle dimissioni. Ebbe luogo una fase di pausa per consentire ai partiti di raggiungere un consenso sul candidato che avrebbe sostituito Castelar alla guida dell'esecutivo della Repubblica. In quel frangente, il deputato costituzionale Fernando León y Castillo aveva già riferito l'esito negativo delle conversazioni intrattenute tra Castelar e il generale Pavía. Quest'ultimo diede quindi l'ordine ai reggimenti coinvolti di partire per il Congresso dei Deputati e prese personalmente posizione nella piazza antistante l'edificio. La Guardia Civil, che presidiava il Congresso, si mise al suo comando. Nella prima mattinata del 3 gennaio, si prevedeva la votazione del candidato federale Eduardo Palanca Asensi.
Salmerón, dopo aver ricevuto l'ordine del capitano generale in una nota consegnata da uno dei suoi aiutanti che diceva «liberate i locali», sospese la votazione e riferì quanto stava accadendo. Diversi deputati intervennero per protestare contro l'azione di Pavía, ma in seguito le forze della Guardia Civil e dell'esercito entrarono nell'edificio del Congresso sparando colpi in aria nei corridoi e spinsero i deputati ad abbandonare il palazzo in tutta fretta.
Appena se ne andarono tutti dal Congresso, Pavía inviò un telegramma ai capi militari di tutta la Spagna in cui chiedeva il loro appoggio al colpo di Stato, che il generale definì «la mia missione patriottica [...] [per preserva[re] l'ordine a tutti i costi». Nel telegramma, finì di fatto per giustificare quello che in seguito avrebbe chiamato «l'atto del 3 gennaio»:
Il generale Pavía tentò di formare un "governo di unità nazionale" presieduto da Emilio Castelar, convocando i vertici politici costituzionali, radicali, alfonsini e repubblicani unitari; i repubblicani federali di Salmerón e Pi i Margall e gli intransigenti furono ovviamente esclusi dalle contrattazioni. Castelar si rifiutò di partecipare, non volendo rimanere al potere con mezzi non democratici. Durante la riunione, Pavía difese la repubblica conservatrice, motivo per cui impose la nomina del repubblicano unitario Eugenio García Ruiz quale ministro dell'Interno e del generale Serrano come capo del nuovo gabinetto.
Questi eventi posero sostanzialmente fine alla Prima Repubblica, malgrado ufficialmente essa sarebbe esistita per quasi un altro anno, con il generale Serrano al timone. Come ha sostenuto lo storico José Barón Fernández, «nominalmente la Repubblica continuò a vivere, ma in maniera completamente snaturata dall'impianto originario». Come ha sottolineato María Victoria López-Cordón, «la facilità e la scarsa resistenza con cui Pavía si insediò al potere irrompendo con le sue truppe al Congresso rappresentano il miglior esempio della fragilità di un regime che aveva a malapena una base per sostenersi». Il principale esponente degli alfonsini, Antonio Cánovas del Castillo, comunicò alla regina esiliata Isabella II che «i principi democratici [erano] stati feriti a morte».

## La Repubblica Unitaria: la dittatura di Serrano

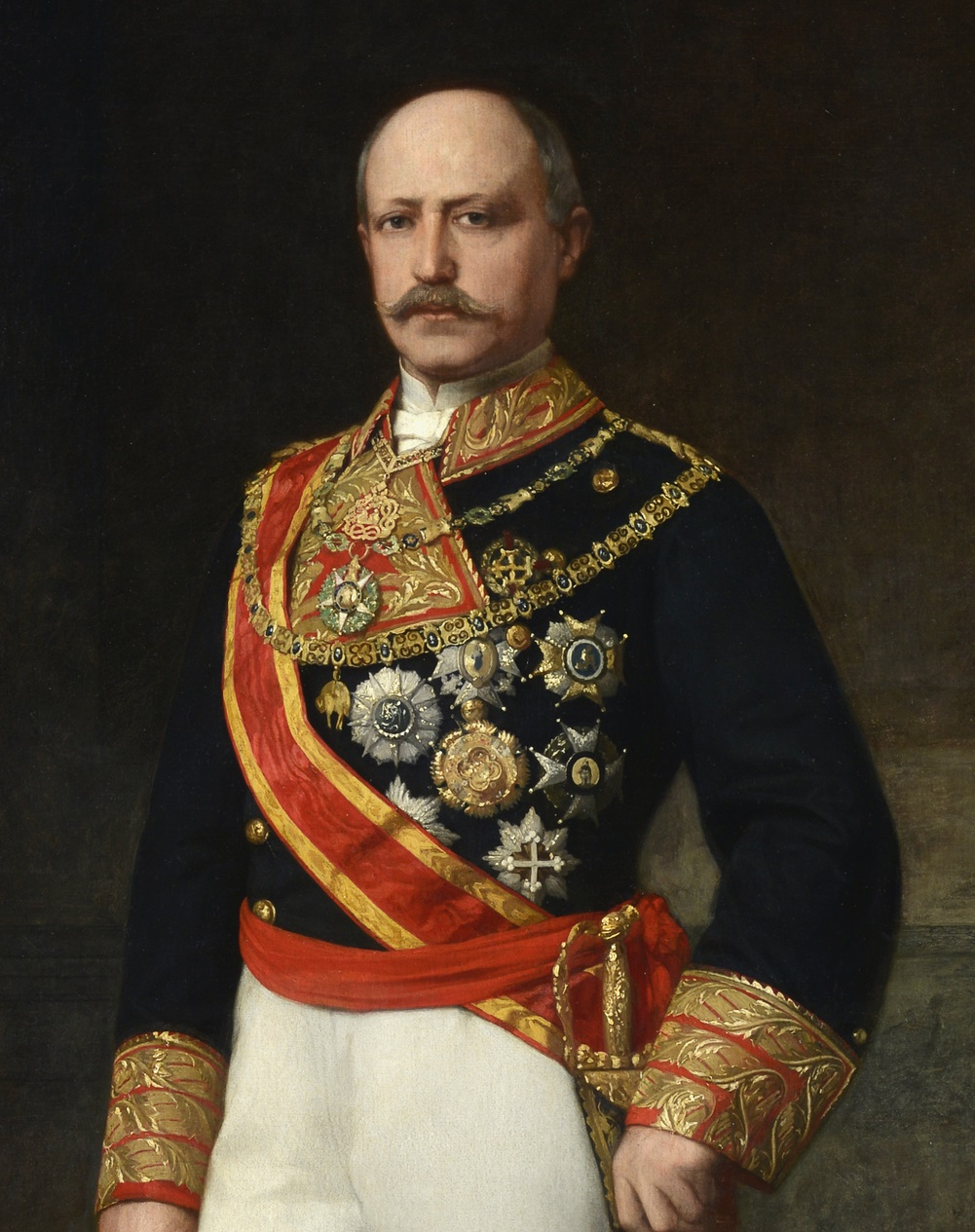
Ritratto del generale Francisco Serrano, ultimo presidente della Prima Repubblica, rimasto al potere da gennaio a dicembre del 1874

Il generale Francisco Serrano, recentemente tornato dall'esilio a Biarritz dopo il suo coinvolgimento nel tentato colpo di Stato del 23 aprile dell'anno precedente, formò un governo di coalizione che riuniva costituzionali, radicali e unitari repubblicani, da cui erano esclusi i repubblicani federali. I radicali Cristino Martos, José Echegaray e Tomás Mosquera occuparono i ministeri di Grazia e Giustizia, delle Finanze e dello Sviluppo; i costituzionali Práxedes Mateo Sagasta, Pascual Topete e Víctor Balaguer detennero i dicasteri degli Affari Interni, della Marina e d'Oltremare; il repubblicano unitario Eugenio García Ruiz, come aveva imposto il generale Pavia, occupò il Ministero dell'Interno e il generale Juan Zavala de la Puente il ministero della Guerra.
Francisco Serrano, duca di La Torre, aveva sessantatré anni ed era un vecchio collaboratore di Isabella II, oltre ad aver già servito due volte come Capo di Stato durante il Sessennio democratico. Sin dal suo insediamento, dopo aver assunto la Presidenza dell'Esecutivo della Repubblica e la presidenza del governo, si pose come obiettivo quello di porre fine alla rivolta cantonale e alla terza guerra carlista. In seguito convocò una Corte che decidesse la forma di governo. Nel manifesto che rese pubblico l'8 gennaio, legittimò il colpo di Stato di Pavía, affermando che il governo che sarebbe andato a sostituire quello di Castelar avrebbe comportato lo smembramento della Spagna o il trionfo dell'assolutismo carlista. Più tardi annunciò, lasciando aperto ogni scenario di una repubblica o di una monarchia ereditaria o elettiva, che i tribunali ordinari sarebbero stati convocati per designare la forma e il modo in cui si doveva eleggere il Magistrato Supremo della Nazione, definendo i suoi poteri e scegliendo il primo che avrebbe dovuto occupare una carica così elevata.
Nacque così la dittatura di Serrano, non essendovi un parlamento a controllare l'azione del governo, essendo stati sciolti i tribunali repubblicani e non esistendo una legge suprema che definisse le funzioni dell'esecutivo, poiché la Costituzione del 1869 fu sospesa «finché non fosse assicurata la normalità della vita politica». L'instaurazione della dittatura incontrò scarsa resistenza popolare, tranne che a Barcellona, dove furono erette delle barricate il 7 e l'8 e si proclamò uno sciopero generale. Negli scontri con l'esercito ci fu una dozzina di vittime e gli eventi più gravi si verificarono a Sarriá, a causa di una rivolta guidata dal gruppo degli "Xich de les Barraquetes", formato da circa ottocento uomini.
Il manifesto dell'8 gennaio definì la dittatura il «pugno duro» e l'«autorità forte» che avrebbe fatto capire alla «nobiltà e alle classi abbienti», oltre che alla Chiesa, che ripristinare l'ordine era possibile senza sacrificare la libertà e la democrazia riconosciute dopo la rivoluzione del 1868 dalla Costituzione del 1869. Antonio Cánovas del Castillo associò il progetto di Serrano, come riferì a Isabella II e al principe Alfonso, con il regime del generale Patrice de Mac-Mahon, che aveva preso il potere in Francia dopo la caduta di Napoleone III, la sconfitta della Comune di Parigi e l'impossibilità di restaurare la monarchia borbonica con Enrico di Borbone, poiché non accettò la bandiera tricolore repubblicana. Un'altra similitudine era rappresentata dal fatto che sia i monarchici sia i repubblicani lo sostenevano. Secondo Jorge Vilches, «il generale Serrano, definito un "soldato di ventura" da Cánovas, appariva indeciso tra il sogno di elevare il suo potere personale con la dittatura e il protagonismo che avrebbe potuto ottenere se avesse consentito la restaurazione di Alfonso, con l'approvazione che sapeva di godere da parte di Isabella II». D'altro canto, l'altro esponente di spicco del partito costituzionale, Práxedes Mateo Sagasta, «lavorò apertamente per la monarchia costituzionale con la dinastia legittima, quella dei Borboni, ritenendola l'unica possibilità per evitare il completo annullamento della rivoluzione del 1868».
Una volta formato il nuovo governo, Serrano pose fine all'insurrezione cantonale, ordinando il 12 gennaio 1873 al generale José López Domínguez, sostituto di Martinez Campos, di assediare Cartagena. Nel frattempo Antonete Gálvez, con più di mille uomini, riuscì a eludere l'assedio a bordo della fregata Numancia e fece rotta per Orano, in Algeria. La fine dell'esperienza cantonale fu pagata da Antonio Gálvez Arce con l'esilio, ma la restaurazione gli permise in futuro, attraverso un'amnistia, di tornare nella nativa Torreagüera, in Murcia. In quel frangente strinse una strana e profonda amicizia con Antonio Cánovas del Castillo, principale fautore della restaurazione, che considerava Gálvez un uomo sincero, onesto e coraggioso, sebbene con idee politiche impraticabili.
I primi provvedimenti adottati dal governo Serrano lasciavano trasparire il carattere conservatore. Una volta sospesa la Costituzione del 1869, ordinò l'immediato scioglimento della sezione spagnola dell'Associazione internazionale dei lavoratori (AIL), ritenuto rea di aver effettuato aggressioni «verso proprietà private, famiglie e altri pilastri sociali». Il 7 gennaio promulgò un decreto di mobilitazione, confermato dal ricorso straordinario del 18 luglio, il quale sanciva il ripristino del vecchio sistema di reclutamento su base casuale. L'abolizione delle accise, terza richiesta popolare della rivoluzione del 1868, insieme al riconoscimento del diritto di associazione e all'abolizione delle quintas, non fu rispettata neppure dalla dittatura di Sessanio, che il 26 giugno ripristinò le imposte prima revocate, aggiungendone una sul sale e una straordinaria sui cereali. Come ha sottolineato María Victoria López-Cordón, «la congiuntura determinata dalle pressioni causate dalla guerra, le richieste economiche dei gruppi dirigenti e il deficit cronico del Tesoro fecero sì che il ciclo rivoluzionario terminasse».
Terminata la ribellione cantonale, Serrano il 26 febbraio marciò verso nord per assumere personalmente il comando delle operazioni contro i carlisti. A Madrid lasciò il generale Juan de Zavala y de la Puente a capo del governo, che rimase presidente del potere esecutivo della Repubblica.
Dopo il successo ottenuto nella revoca dell'assedio di Bilbao, Serrano rafforzò la sua posizione nel governo nominando nel mese di maggio Sagasta a capo del Ministero degli Interni, circostanza che spinse tre ministri radicali e l'unico ministro repubblicano unitario García Ruiz a lasciare i propri dicasteri. Ciò portò alla formazione di un governo esclusivamente composto da membri del Partito Costituzionale, con la presidenza dal generale Zavala che durò fino al 3 settembre e passò poi a Sagasta, poiché il primo aveva impedito il tentativo dei repubblicani di tornare al governo. In quel momento, i costituzionalisti si professarono a favore della restaurazione «parlamentare e democratica» del principe Alfonso. Serrano incaricò il politico Andrés Borrego di negoziare con gli alfonsini di Cánovas, ma rifiutò le proposte costituzionali (Serrano come Capo di Stato fino alla sconfitta dei carlisti e accettare che la restaurazione borbonica avvenisse attraverso la convocazione di una Corte generale straordinaria). A tal proposito, la regina Isabella II scrisse al figlio, il principe Alfonso dicendo: «Serrano è ancora determinato a diventare presidente della Repubblica per 10 anni con 4 milioni di reales all'anno».
Nel mese di settembre, quando Sagasta sostituì il generale Zavala alla guida del governo, la Repubblica ottenne il tanto atteso riconoscimento internazionale e, uno dopo l'altro, le diverse nazioni ristabilirono le relazioni diplomatiche con la Spagna.
Su iniziativa di Nicolás María Rivero, i radicali, contrari al nuovo corso restaurazionista che stava prendendo l'esecutivo, soprattutto dopo che Sagasta era diventato presidente, avviarono dei contatti con i repubblicani di Castelar. A distinguersi in questa fase fu il vecchio esponente dei radicali Manuel Ruiz Zorrilla, tornato alla vita politica dopo più di un anno di assenza, dal momento che la sua presidenza era terminata nel febbraio 1873, dopo l'abdicazione di Amadeo I. L'obiettivo della proposta unione dei due gruppi politici era quello di impedire il ritorno dei Borboni attraverso la formazione di un partito repubblicano conservatore. Per perseguire questo obiettivo occorreva dare vita a una nuova repubblica basata sulla Costituzione del 1869, la quale sarebbe stata riformata dalle Corti ordinarie modificando, tra gli altri, innanzitutto l'articolo 33: «La forma di governo della Nazione spagnola è la Monarchia». L'iniziativa fu sostenuta pure dal costituzionalista Pascual Topete, che, secondo Jorge Vilches, non voleva «vedere restaurata la dinastia a cui credeva di aver dato la prima spinta verso la sua detronizzazione». Ad ogni modo, il progetto di alleanza repubblicana si arenò a causa dell'accordo raggiunto da Ruiz Zorrilla con i repubblicani federali di Nicolás Salmerón, uno scenario categoricamente respinto da Castelar e Rivero.
Il 1º dicembre Cánovas del Castillo prese l'iniziativa con la pubblicazione del Manifesto di Sandhurst, da lui scritto e firmato dal principe Alfonso, in cui si definiva «un uomo del secolo, veramente liberale». Con quest'affermazione cercava di ingraziarsi i liberali e far loro considerare l'ipotesi di riabbracciare la monarchia senza rinunciare ai diritti acquisiti dal 1869 in poi. Si trattò del culmine della strategia che Cánovas aveva progettato da quando aveva assunto la guida della causa alfonsina il 22 agosto 1873, nel pieno della ribellione cantonale. Come aveva spiegato alla regina Isabella e al principe Alfonso in delle lettere datate gennaio 1874, cioè dopo il colpo di Stato di Pavía, occorreva creare «molta fiducia attorno alla figura di Alfonso» e bisognava soltanto munirsi di «calma, serenità, pazienza, perseveranza ed energia».
Il 10 dicembre Serrano iniziò l'assedio di Pamplona, ma il pronunciamento di Sagunto del 29 lo interruppe.

### Fine della Repubblica

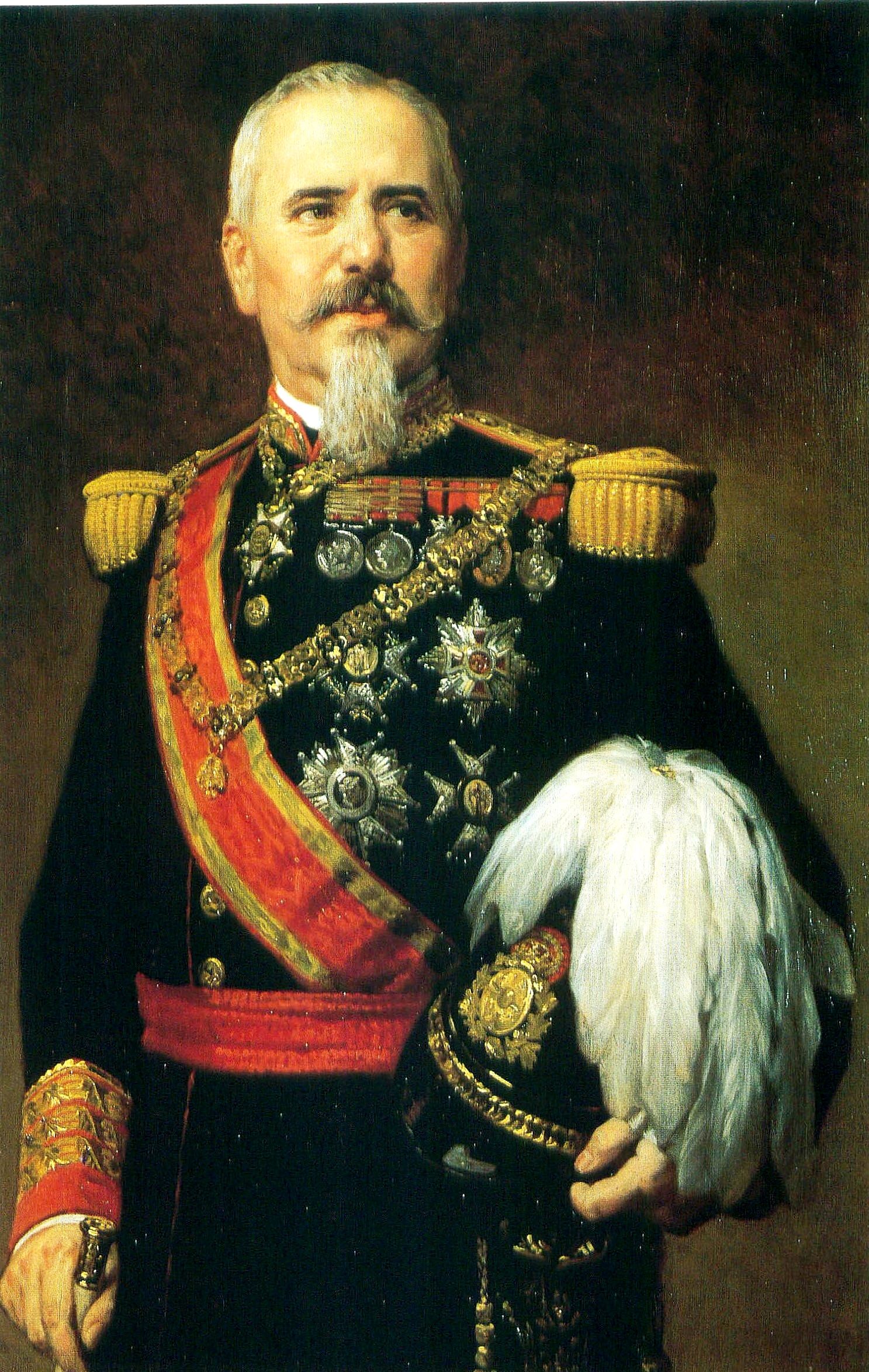
Il generale Arsenio Martínez Campos

Col suo piano, Antonio Cánovas del Castillo non voleva che la restaurazione fosse «l'opera di un partito, dell'esercito o di un suo gruppo, né di una pronuncia elettorale o militare». Tuttavia, il 29 dicembre 1874, il generale Arsenio Martínez Campos eseguì un pronunciamento a Sagunto a favore della restaurazione sul trono della monarchia borbonica, nella persona di Alfonso di Borbone, figlio di Isabella II. Per questa ragione, Martínez-Campos inviò un telegramma al presidente del governo, Sagasta, e al ministro della Guerra, Francisco Serrano Bedoya, che a sua volta si teneva in contatto con il presidente dell'esecutivo della Repubblica, il generale Serrano, impegnato nel nord contro i carlisti. Serrano ordinò loro di non opporre resistenza e il governo accettò la decisione senza protestare, né protestò quando il capitano generale di Madrid, Fernando Primo de Rivera, implicato nel pronunciamento, si presentò presso la sede dell'esecutivo e intimò ai membri del gabinetto di dimettersi.
L'unico che assunse un'iniziativa finalizzata a opporsi al colpo di Stato fu l'ammiraglio Pascual Topete, che convinse altri rivoluzionari del 1868, come Manuel Ruiz Zorrilla, a formare una commissione per incontrare il presidente Sagasta. Questi li ricevette al ministero dell'Interno e sembrò accettare la loro richiesta di sostituire Primo de Rivera come capitano generale di Madrid con il generale Lagunero e di chiamare le truppe da Ávila, comandate da un generale che conosceva Ruiz Zorrilla. Sagasta li salutò dicendo loro che, se ne avesse avuto bisogno, li avrebbe chiamati. Tuttavia, né li chiamò ne a quanto pare fece ciò che aveva promesso.
Il 31 dicembre 1874 si formò il cosiddetto Ministero-Reggenza, presieduto da Cánovas del Castillo, il quale era in stato attesa dopo che il principe Alfonso era tornato in Spagna dall'Inghilterra. In quel governo c'erano due uomini della rivoluzione del 1868 e ministri con Amedeo I, cioè Francisco Romero Robledo e Adelardo López de Ayala, che era stato l'editore del manifesto «Viva la Spagna con onore» che aveva dato inizio alla rivoluzione.

## Capi di Stato
| Nome                          | Ritratto | Insediamento     | Dimissioni       | Collocazione politica     | Note                             | N° |
| ----------------------------- | -------- | ---------------- | ---------------- | ------------------------- | -------------------------------- | -- |
| Estanislao Figueras y Moragas |          | 11 febbraio 1873 | 11 giugno 1873   | Repubblicano federalista  | Presidente del Governo Nazionale | 1  |
| Francesc Pi i Margall         |          | 11 giugno 1873   | 18 luglio 1873   | Repubblicano federalista  | Presidente del Governo Federale  | 2  |
| Nicolás Salmerón Alonso       |          | 18 luglio 1873   | 7 settembre 1873 | Repubblicano moderato     | Presidente del Governo Federale  | 3  |
| Emilio Castelar y Ripoll      |          | 7 settembre 1873 | 3 gennaio 1874   | Repubblicano unitarista   | Presidente del Governo Federale  | 4  |
| Francisco Serrano y Domínguez |          | 3 gennaio 1874   | 30 dicembre 1874 | Repubblicano conservatore | Capo dello Stato                 | 5  |

## Giudizio storiografico
Lo storico José María Jover (1920-2006) dedicò il suo discorso d'ingresso alla Real Academia de la Historia alla «República de 1873», che fu ampliata e ristampata nel 1991 con il titolo Realidad y mito de la Primera República ("Realtà e mito della Prima Repubblica"). In questo studio, decise di analizzare la visione stereotipata e distorta della Prima Repubblica, circoscrivendola all'anno 1873. Secondo Jover, l'«intensa attività di mitizzazione» di ciò che era accaduto ebbe inizio da Emilio Castelar con il discorso che tenne in parlamento il 30 luglio 1873, solo due settimane dopo che Pi i Margall fu sostituito da Salmerón. Il discorso fu infatti stampato in un opuscolo con una tiratura di 200.000 copie, una quantità straordinaria per l'epoca. In esso, Castelar equiparava la ribellione cantonale al «socialismo» e alla "Comune di Parigi", definendola un movimento «separatista» e «una folle minaccia all'integrità della Patria, al futuro della libertà». Infine contrappose la condizione degli spagnoli a quella dei cantonali.
In continuità con Castelar, Manuel de la Revilla (1846-1881), professore di letteratura presso l'Università Complutense di Madrid, considerava assurdo il federalismo in «nazioni già costituite», e rispondeva al libro di Pi i Margall Las nacionalidades sostenendo che l'attuazione del patto federale avrebbe portato solo «rovina e vergogna». Tuttavia, la persona che più si distinse nel suo attacco alla Repubblica (federale) fu Marcelino Menéndez Pelayo, che nella sua Historia de los heterodoxos españoles ("Storia degli eterodossi spagnoli") scrisse:
I tratti distintivi dell'immagine della «República del 73» che questi autori lasciarono ai posteri, secondo José María Jover, «tramandavano molte vicissitudini realmente accadute in quel frangente storico, sia pur distorte da un pregiudizio di fondo»:

## Rilevanza storica
Fino al 1931, i repubblicani spagnoli celebravano l'11 febbraio come anniversario della Prima Repubblica. Successivamente, la commemorazione fu spostata al 14 aprile, anniversario della nascita della Seconda Repubblica. Tra il 1932 e il 1938 venne proclamata festa nazionale, sia pur venendo celebrata solo nel territorio repubblicano durante la guerra civile spagnola.